# Salón de Colección de Honda
El Salón de Colección de Honda, oficialmente Honda Collection Hall, es un Museo del automovilismo con una colección de vehículos Honda tanto de calle como modelos orientados a carreras. Se encuentra en los terrenos del circuito Twin Ring Motegi ubicado en Motegi, Japón. Abrió sus puertas en 1998.

## Colección
Todos los elementos de la colección se mantienen en funcionamiento, el museo puntualmente muestra a los visitantes los modelos en marcha. Esta es una muestra de los vehículos que la prensa ha calificado como importantes en la historia de la compañía.

### Previos alsigloXX
- Daimler Reitwagen (réplica)[5][6]

### sigloXX
- Honda Dream A — primer producto para llevar el nombre de Honda en 1947[7]
- Honda RC142 — Primera Honda MotoGP con la que puntuo Naomi Taniguchi en 1959[8]
- 2RC143 — Primera victoria de Honda en Isle of Man en 1961[6]
- T360 pickup truck — Primer vehículo de Honda de 4 ruedas fabricado en 1963[9]
- RA272 — Primer monoplaza de Fórmula 1 de Honda en alcanzar una victoria en 1965[10]
- NR500 — Primera moto de Honda en llevar un motor V-4 en 1979[11]

### sigloXXI
- ASIMO P4 34 grados de libertad humanoid robot[12]
- Caixa folding motocicleta eléctrica[13]

## Algunos vehículos y artículos del Salón

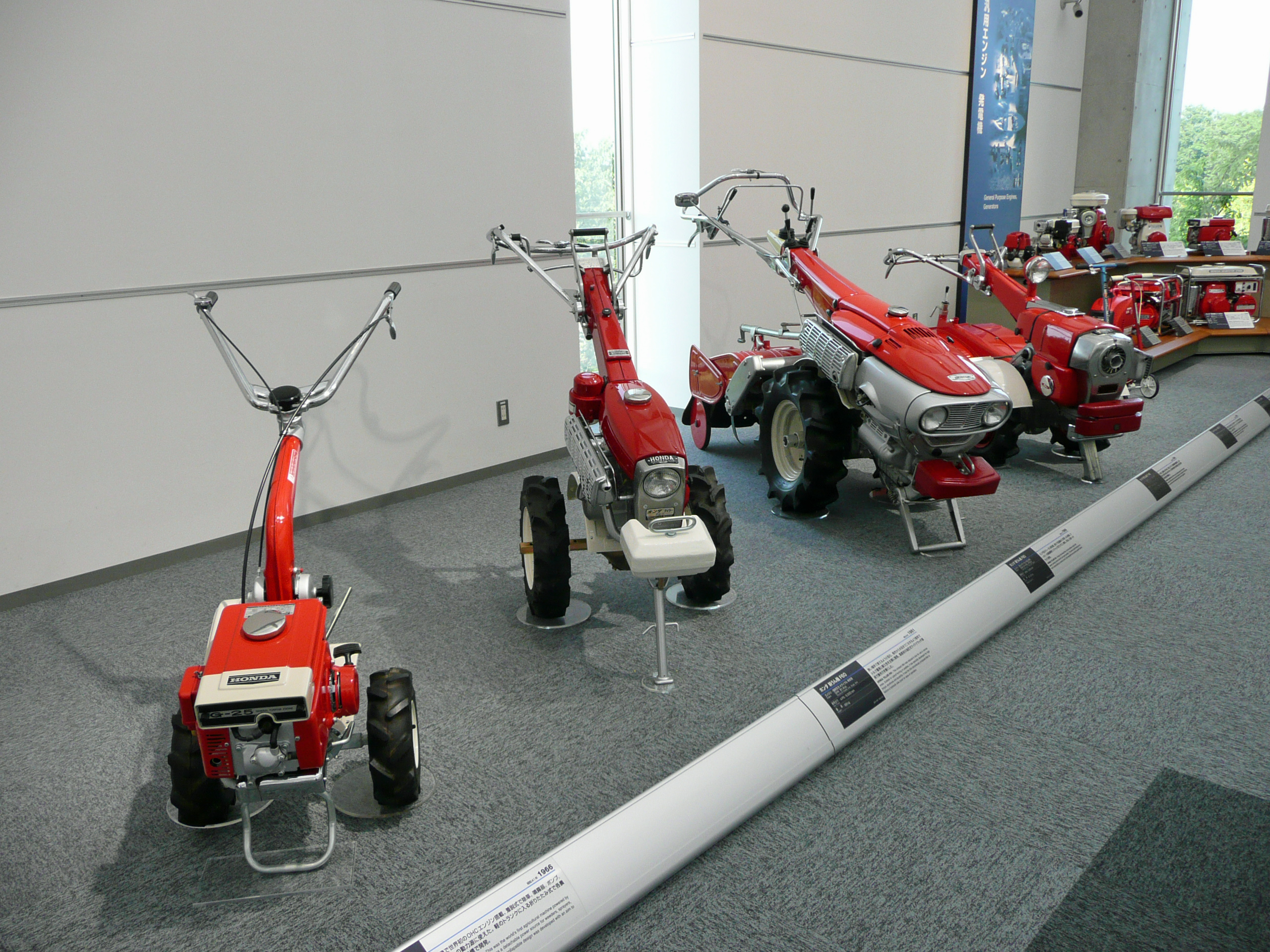
Maquinaria agrícola
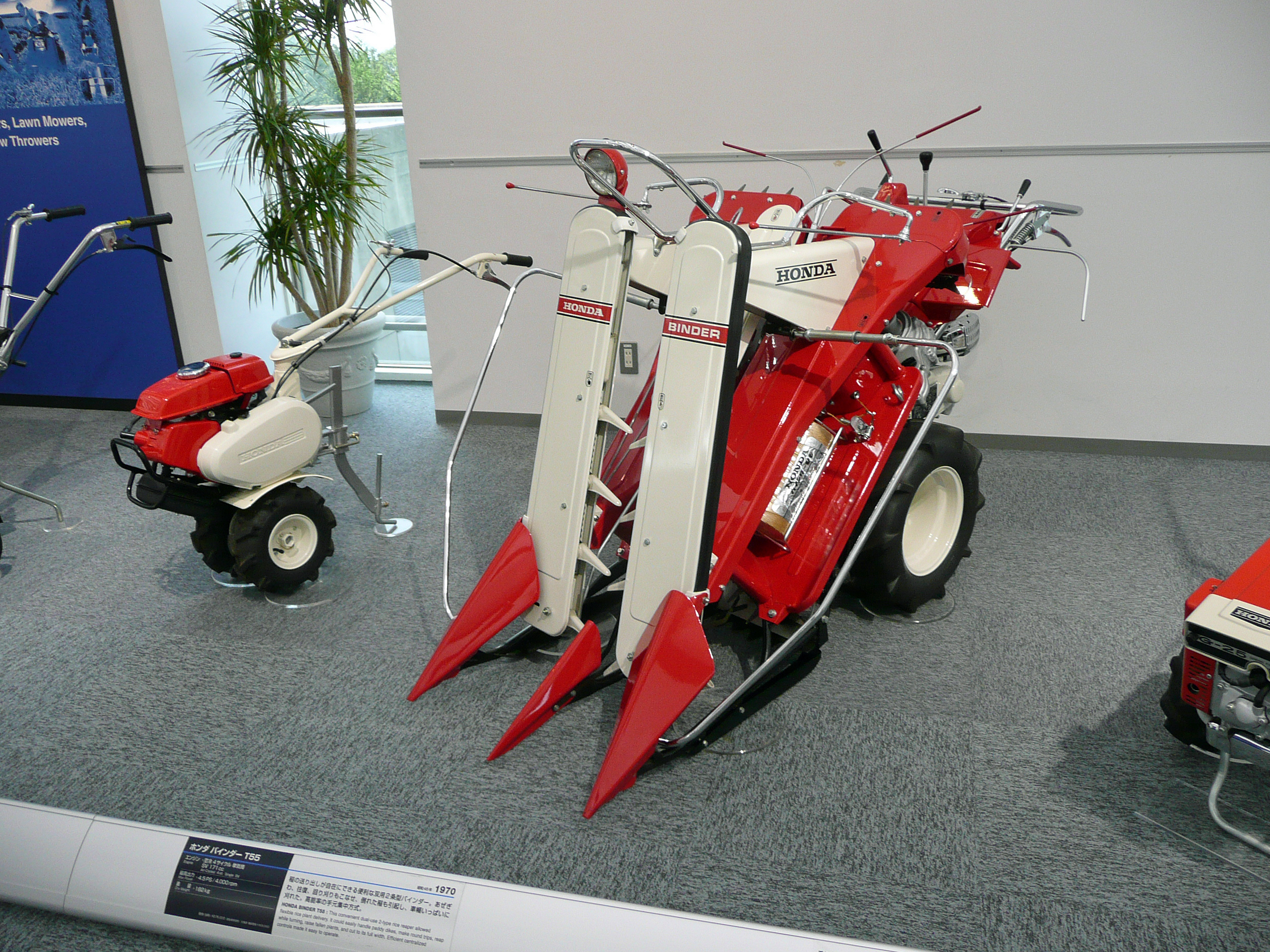
Podadora/ Taladora
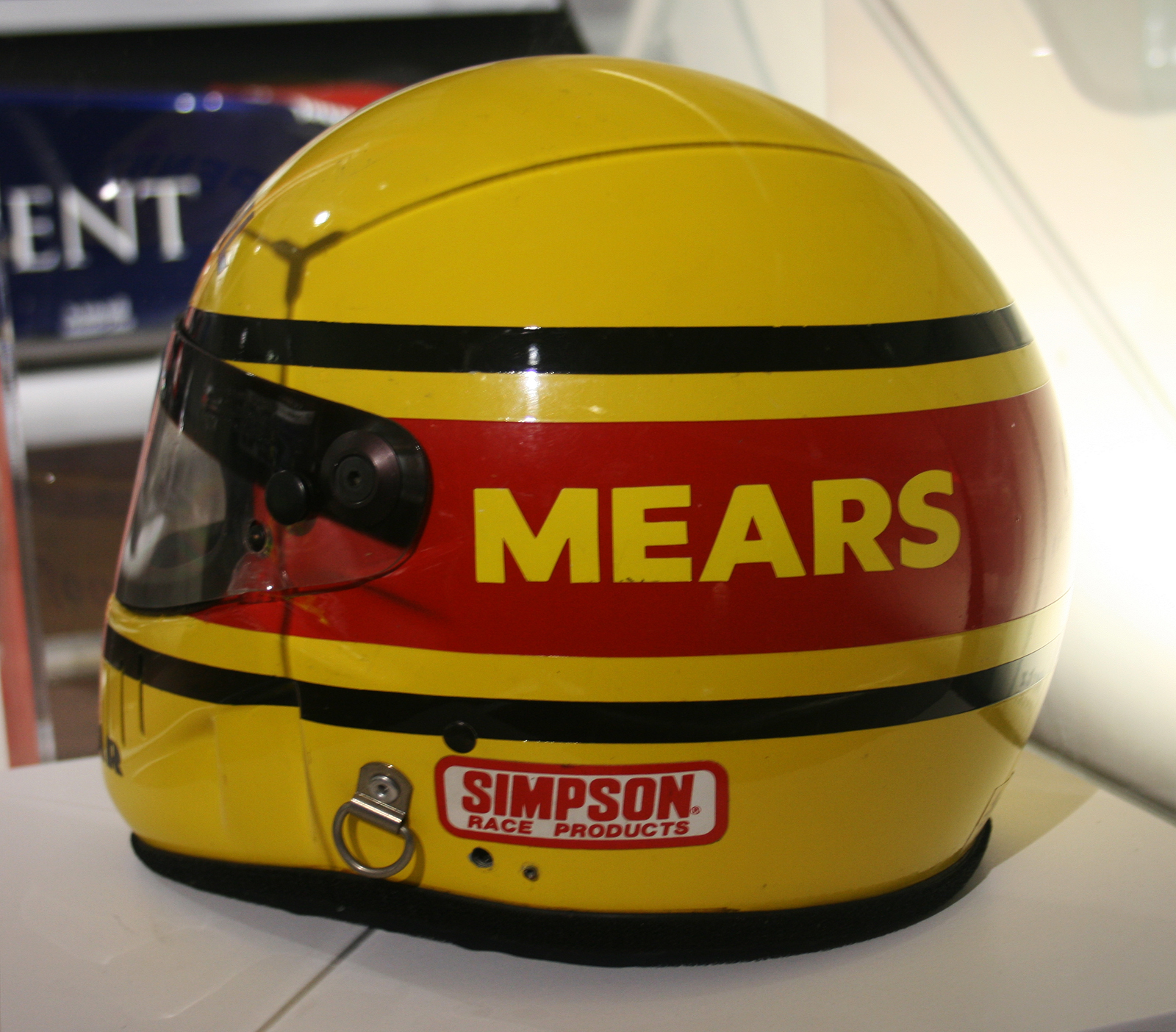
Casco de Rick Mears
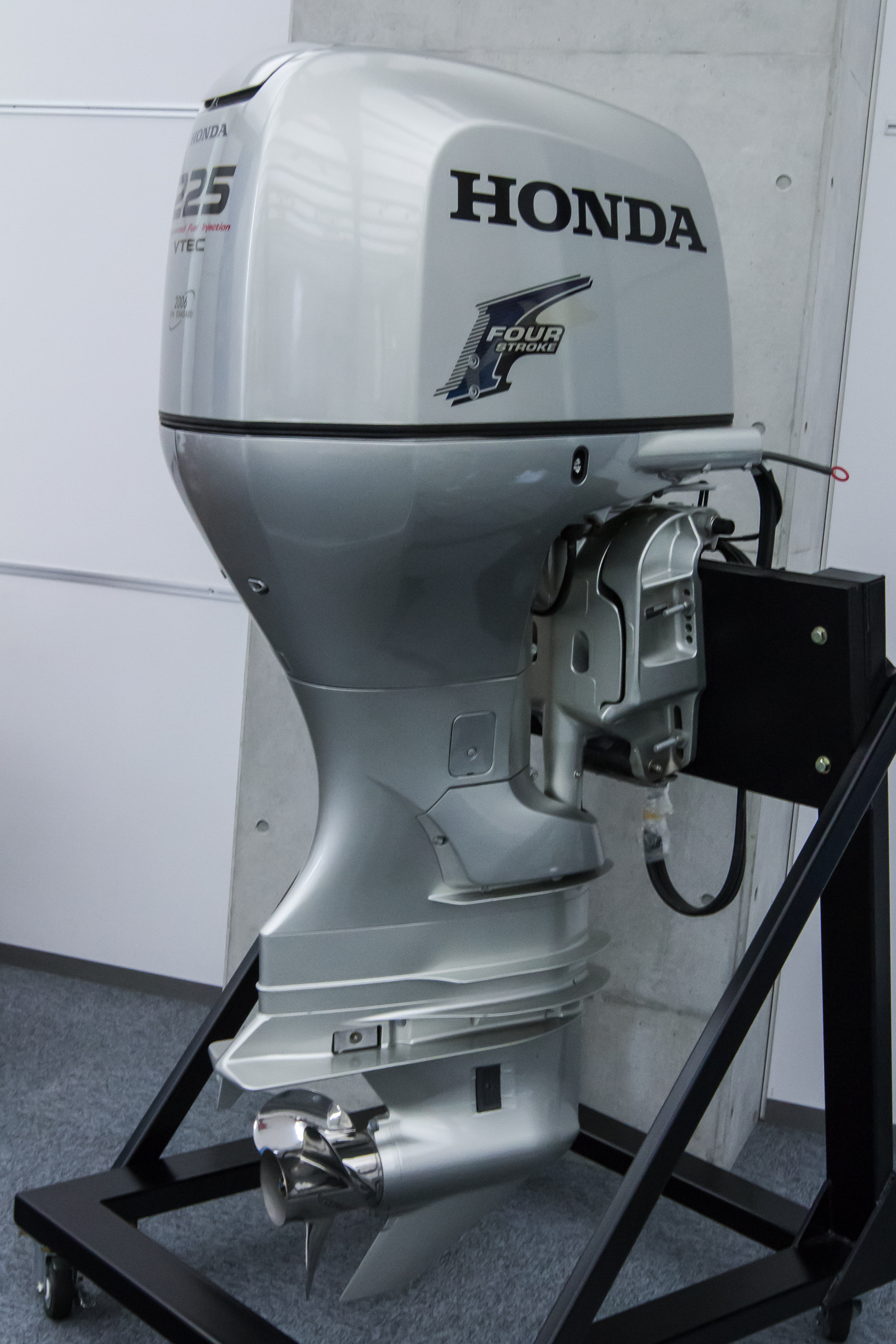
Motor de fueraborda
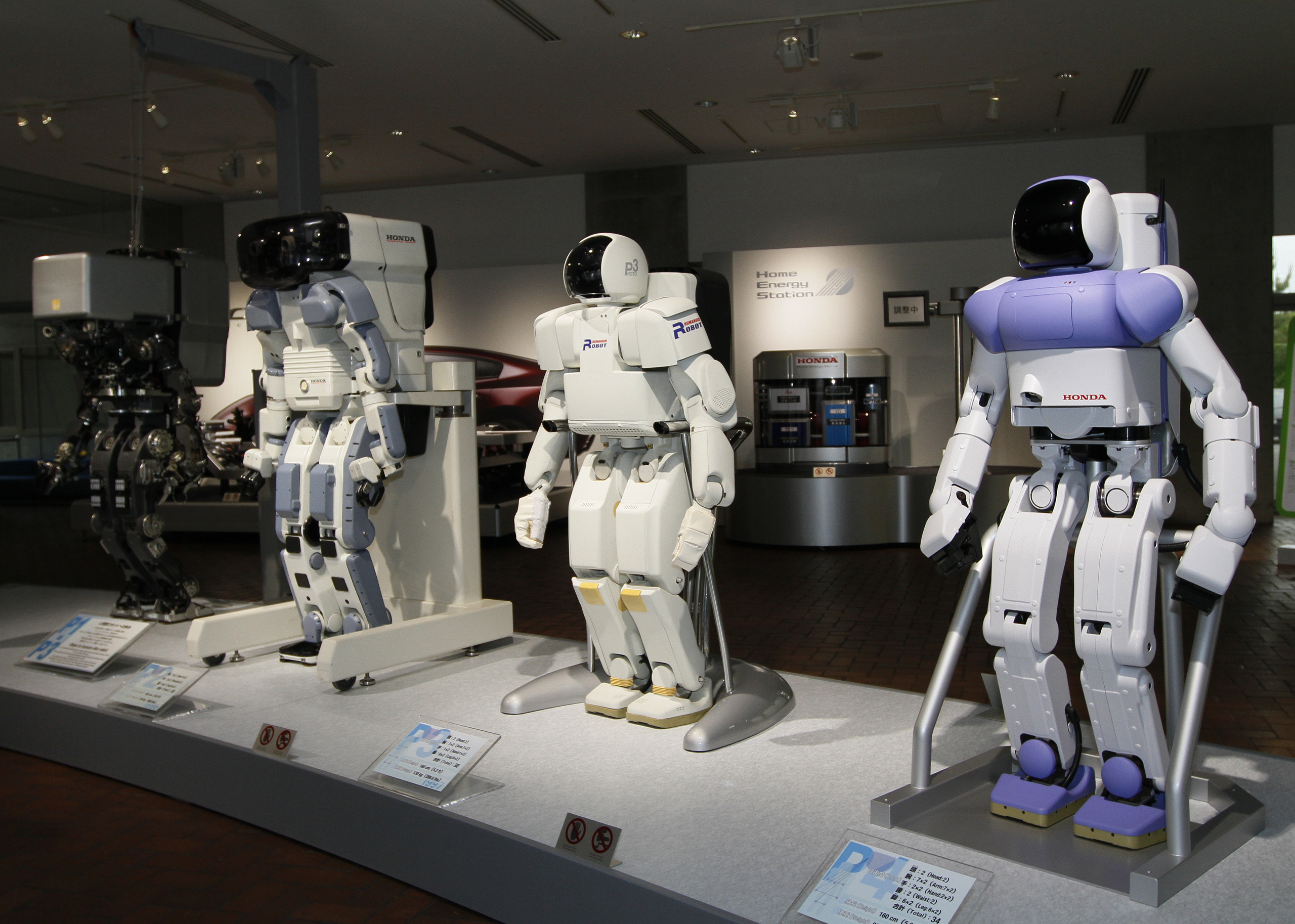
Colección de robots Honda
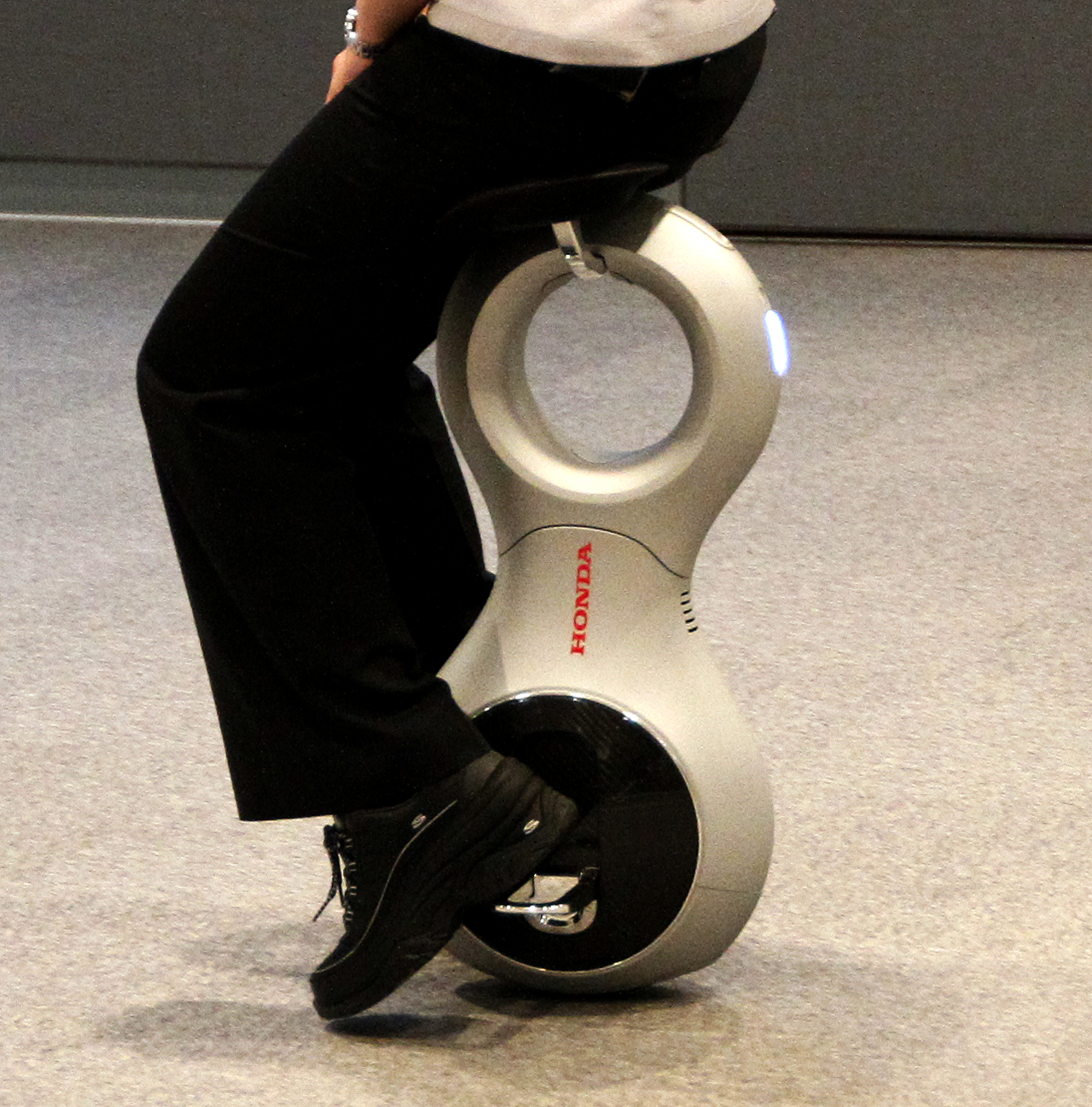
Monociclo U3-X
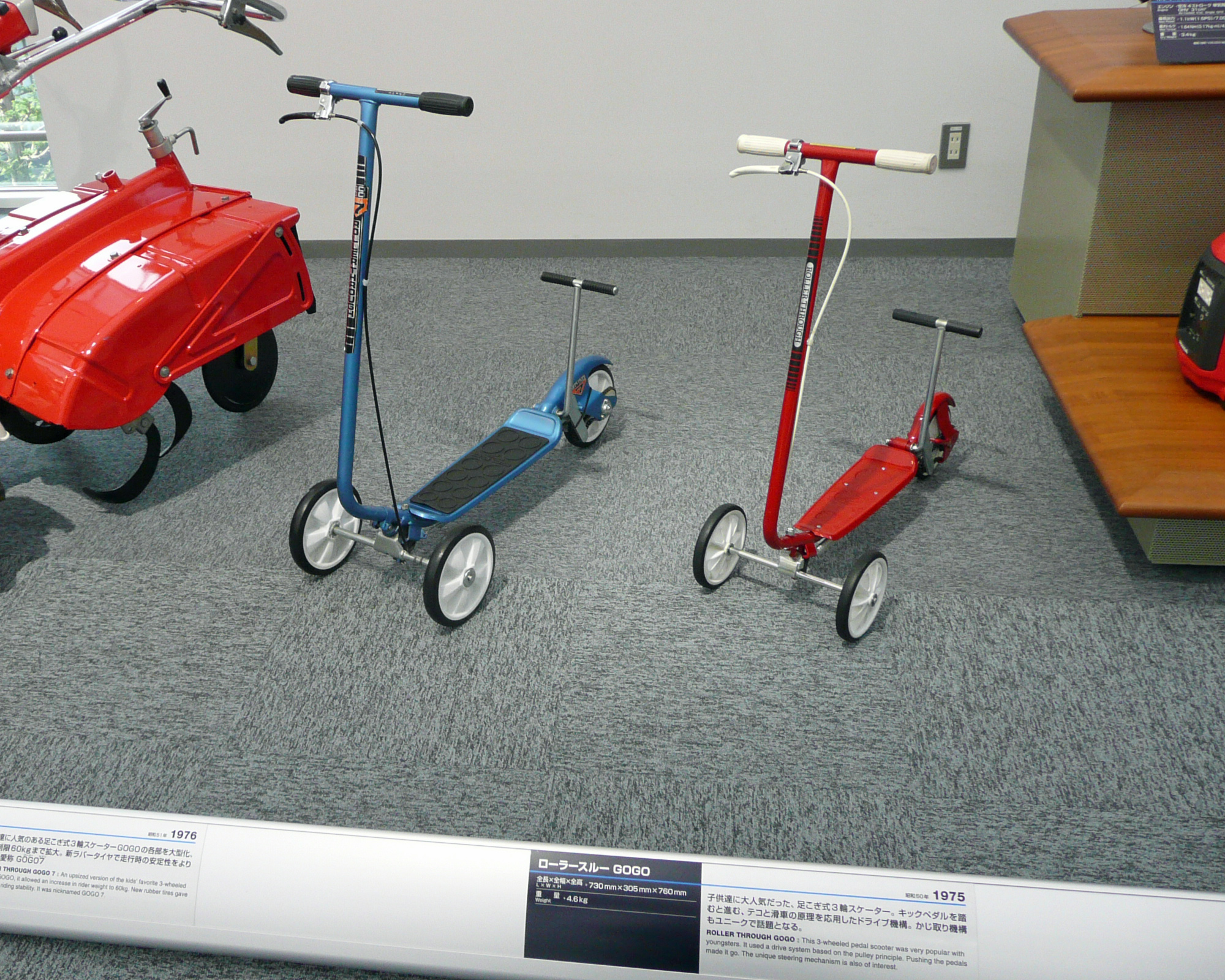
Patinetes Roller throug gogo
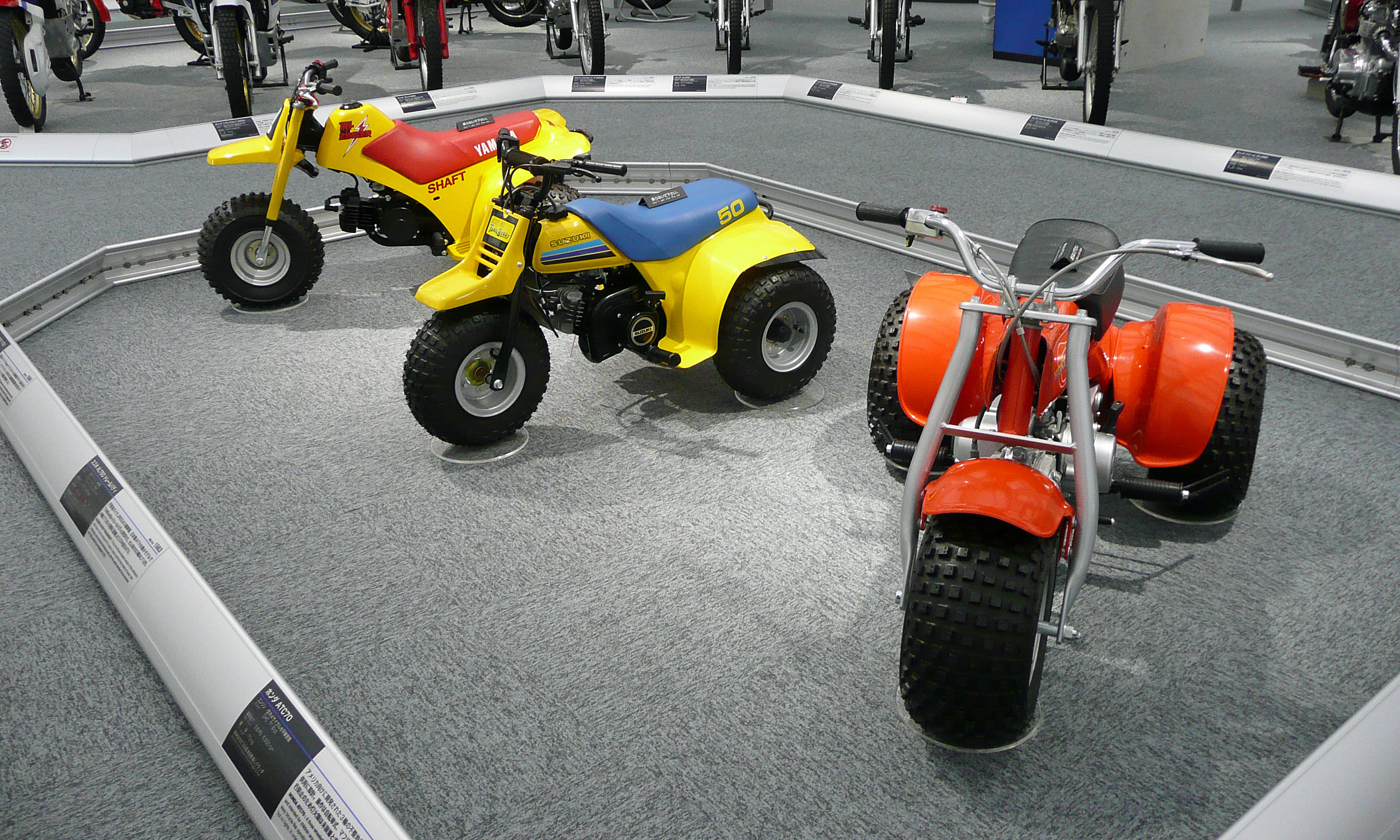
Honda ATC70 y rivales
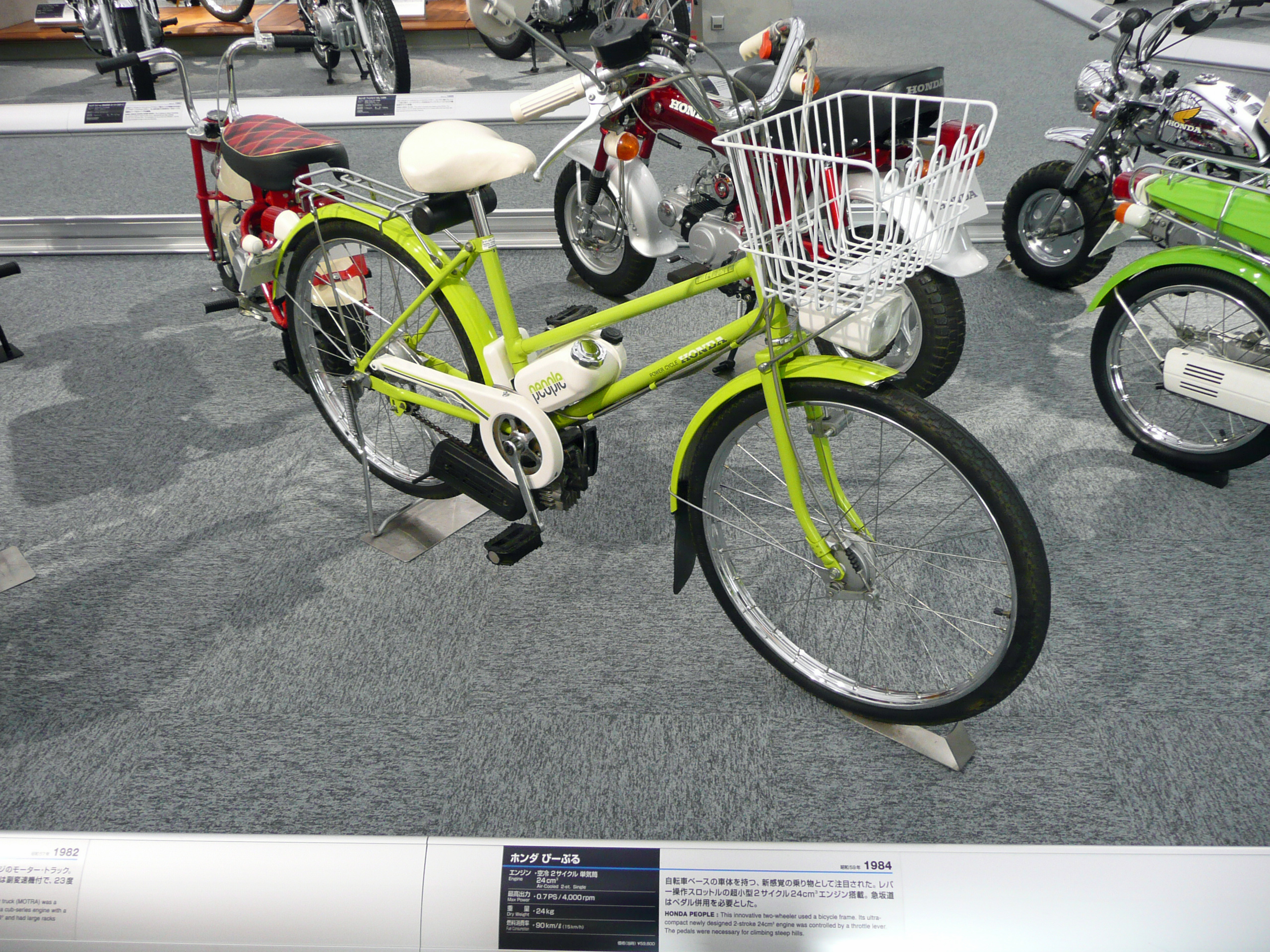
Honda people '84
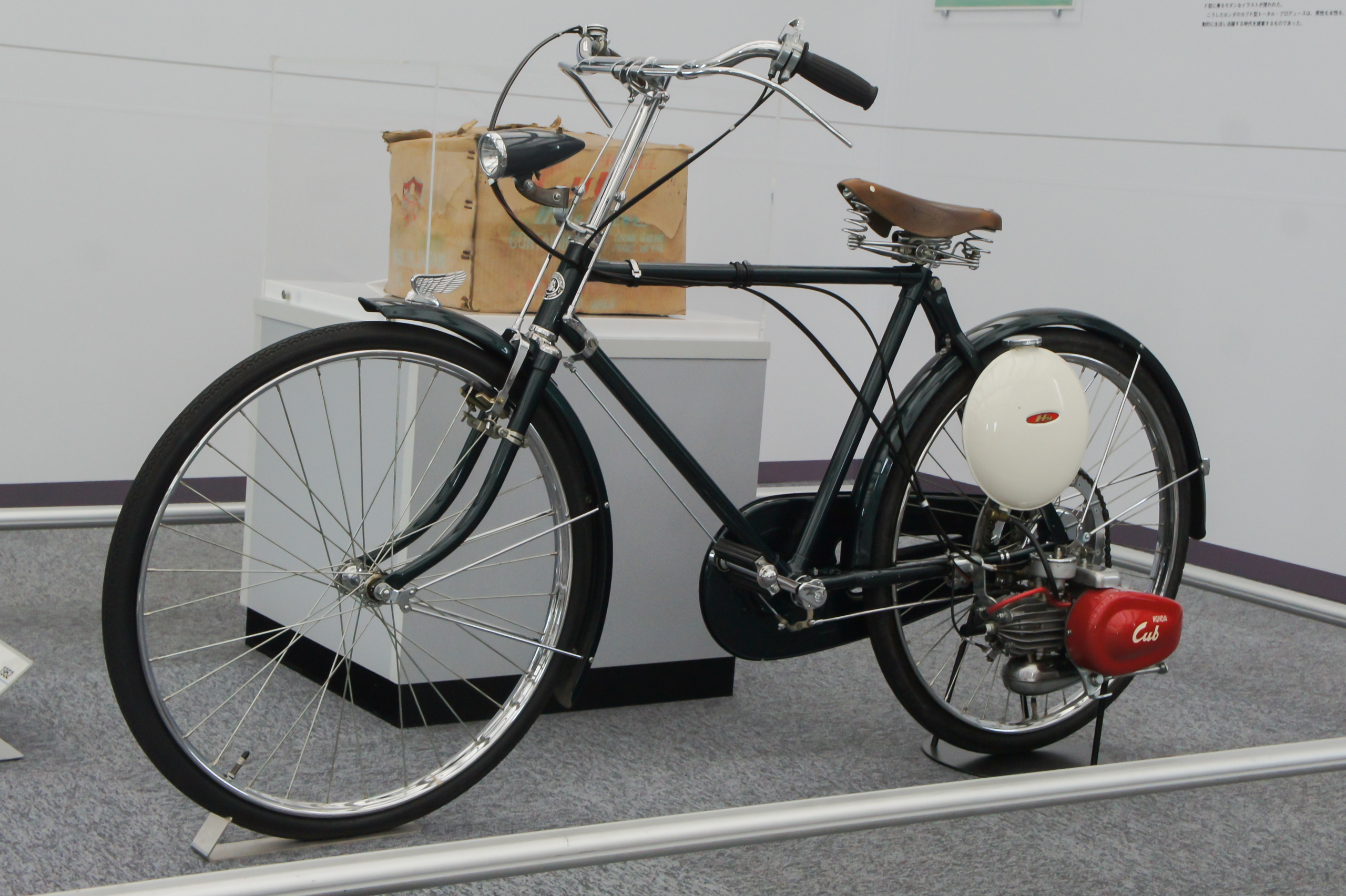
Honda Cub F
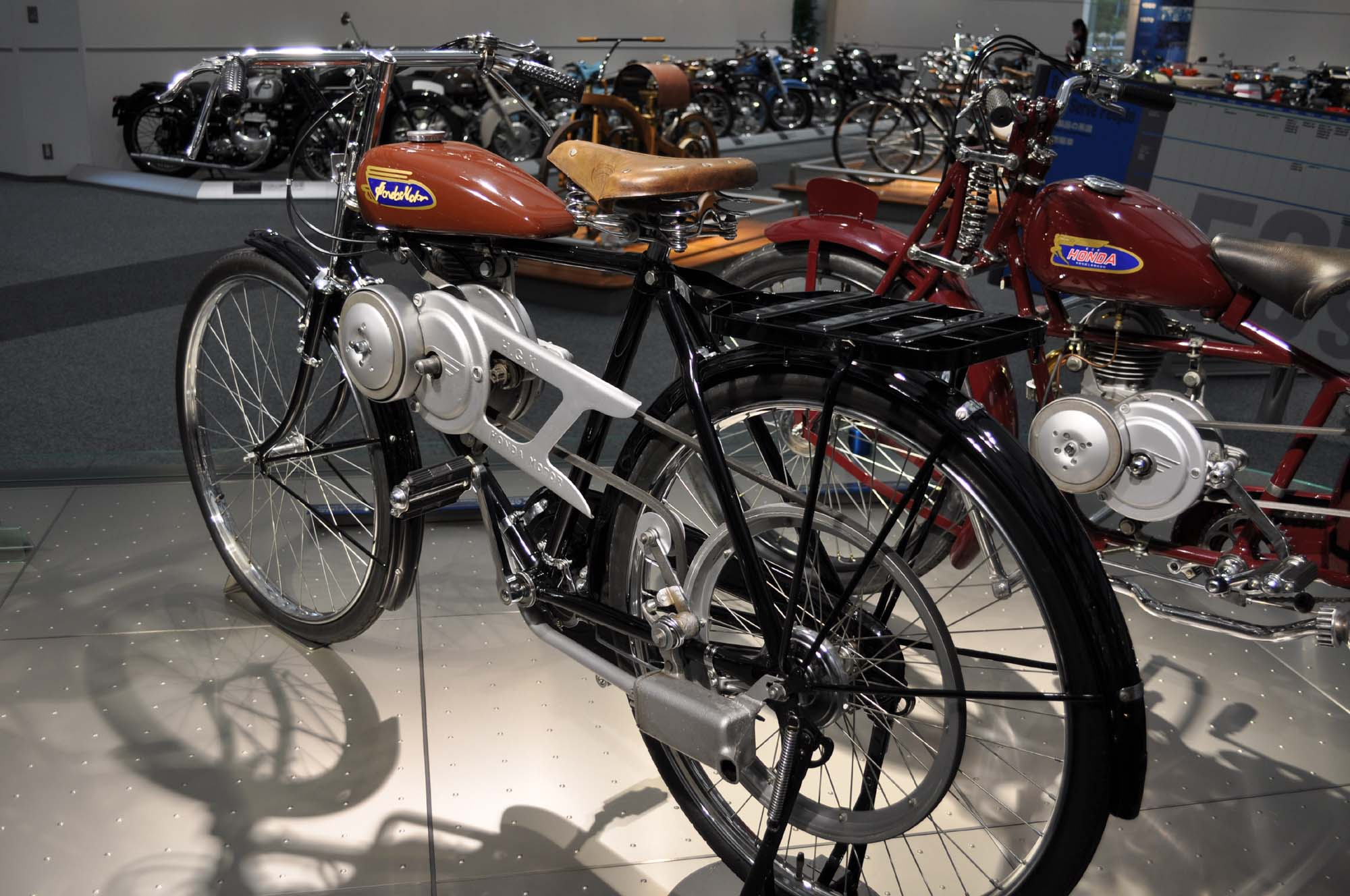
Honda Model A
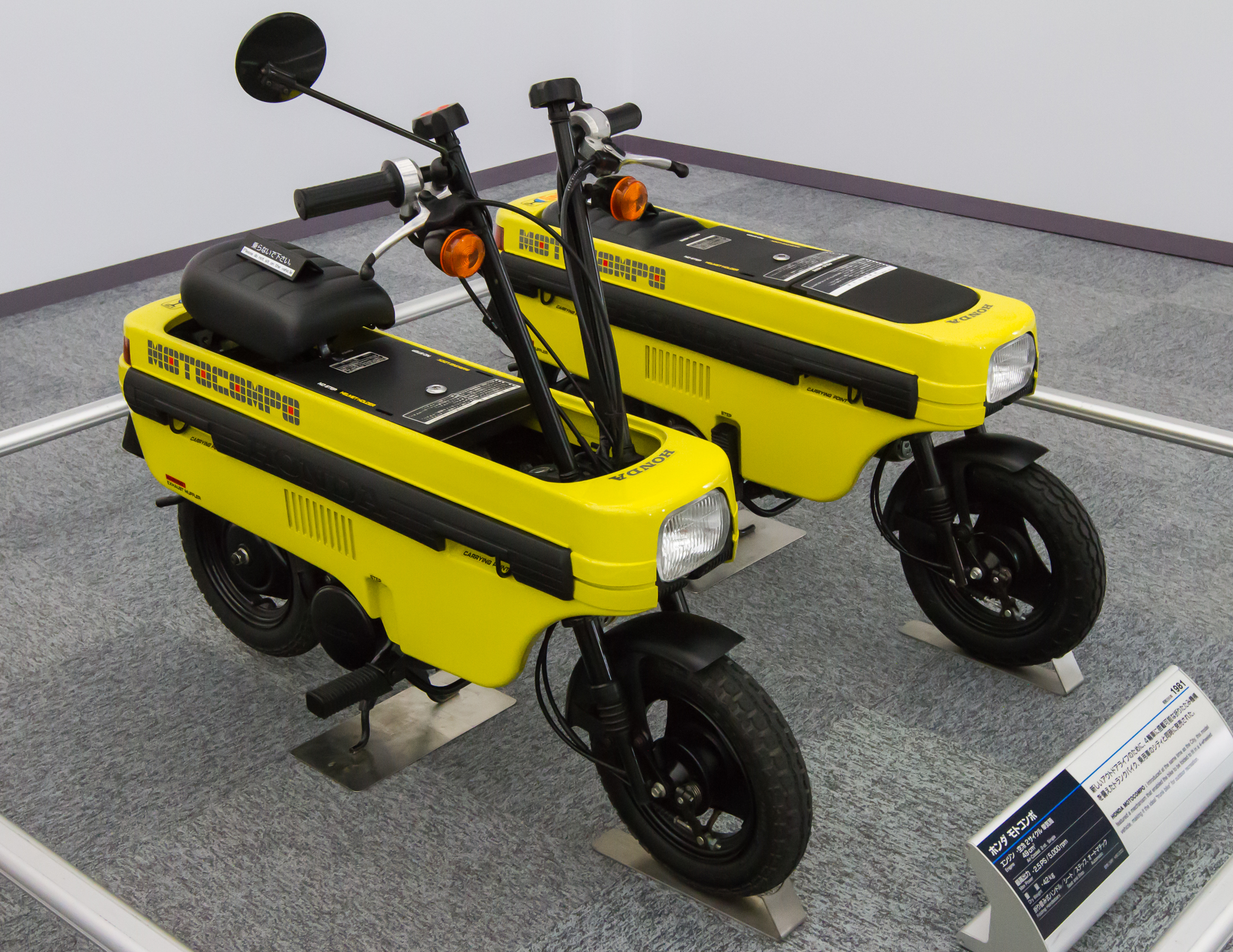
Honda Motocompo
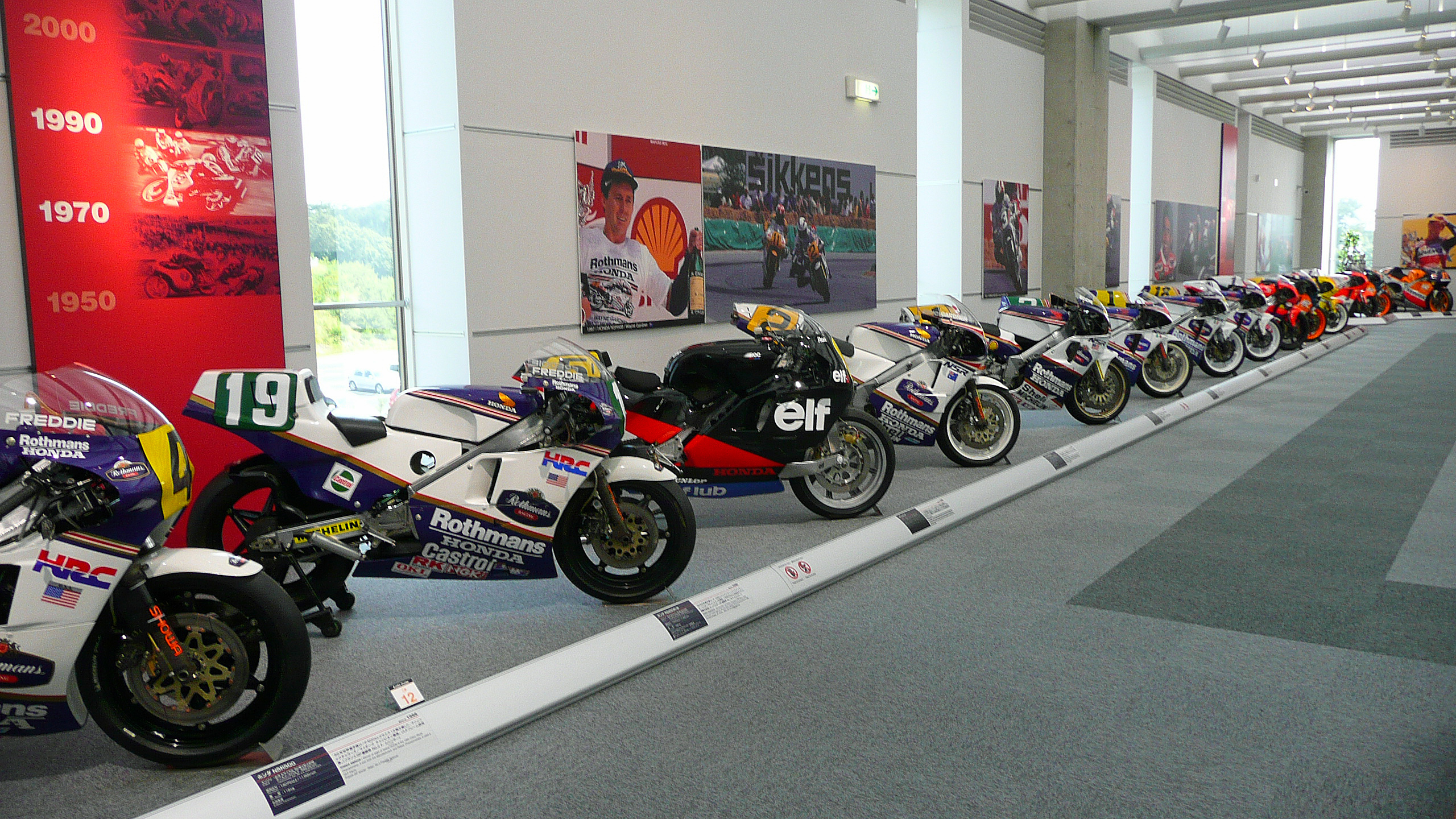
Motos (1)
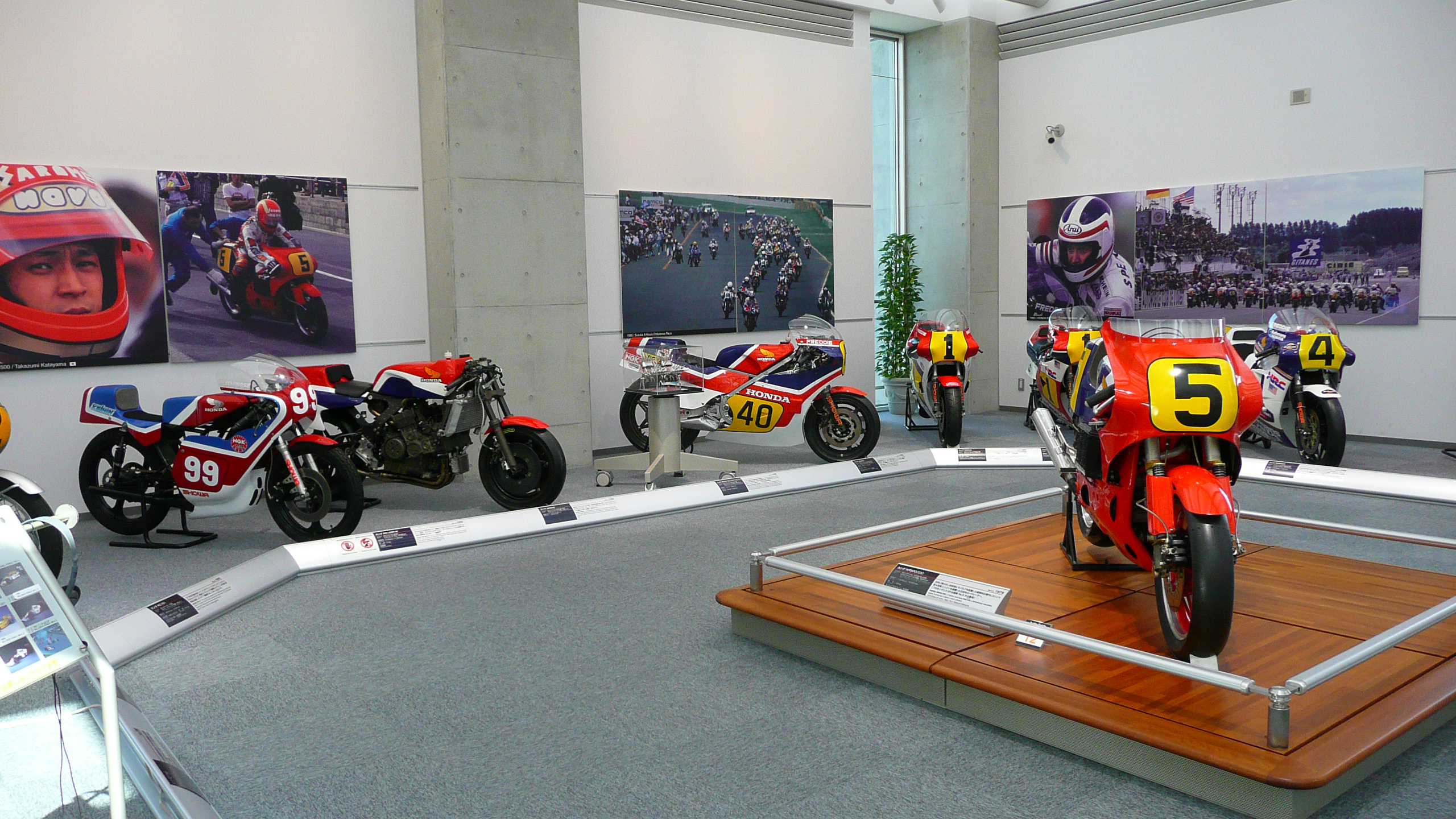
Motos (2)
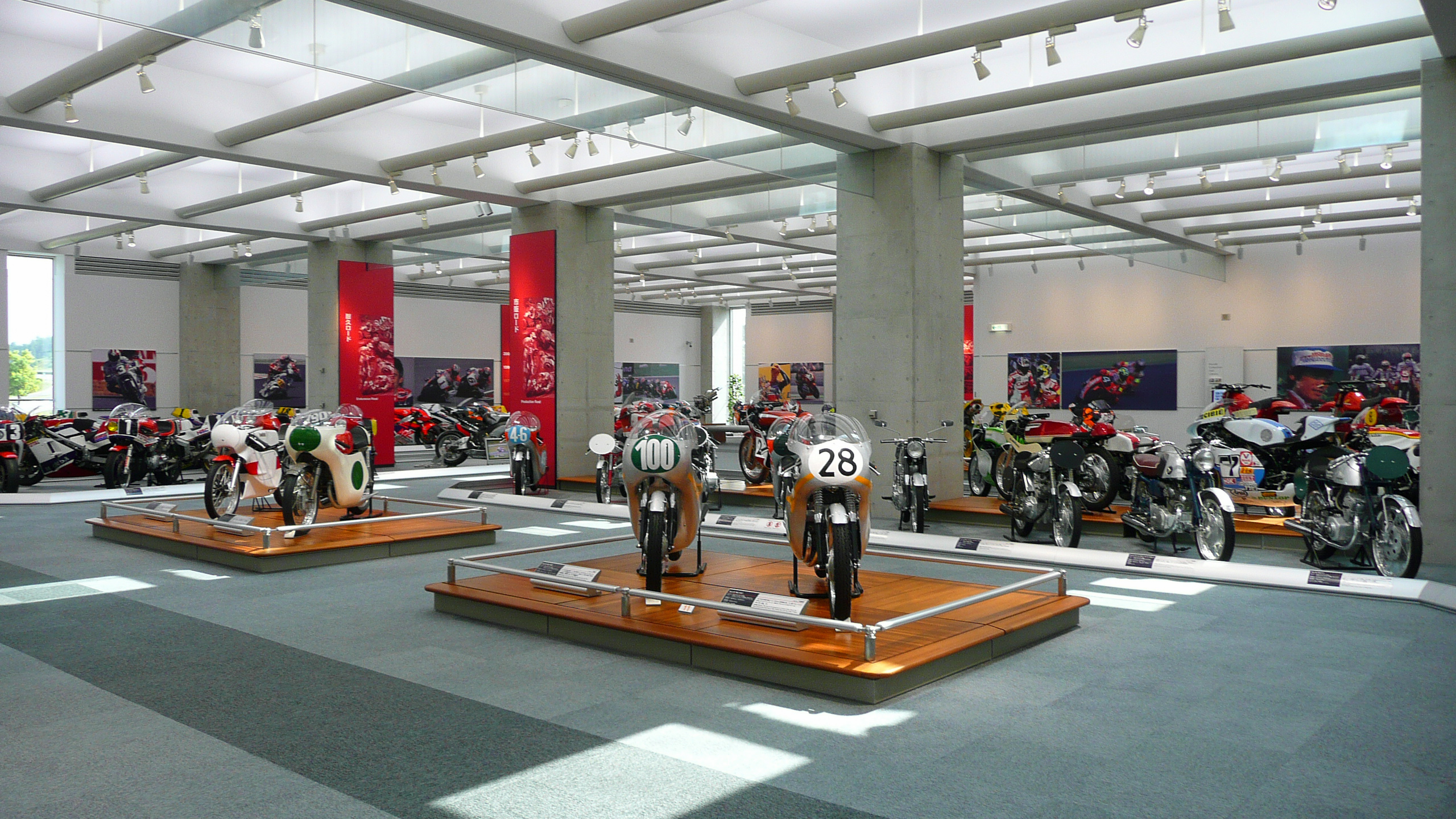
Motos (3)
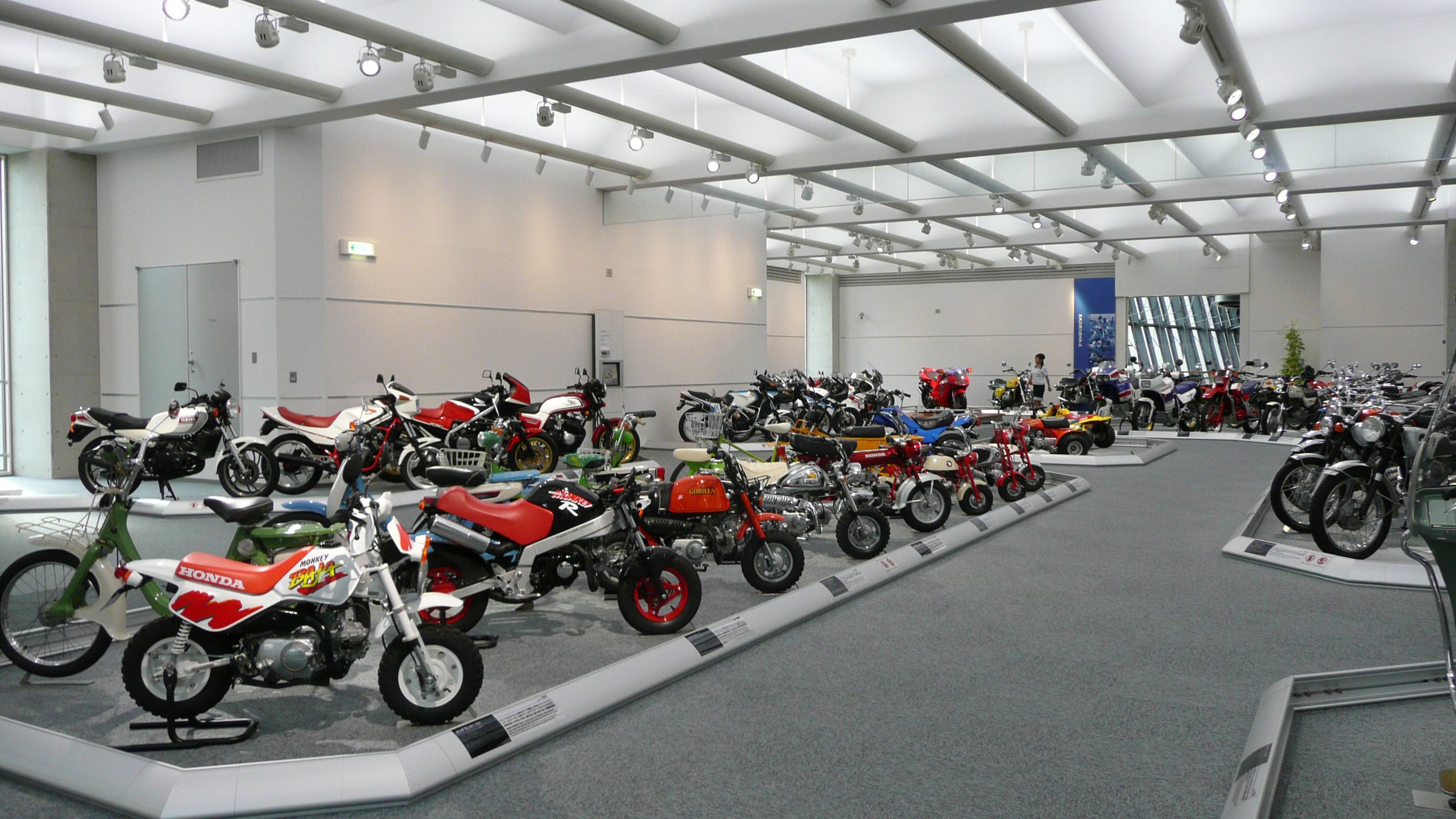
Motos (4)
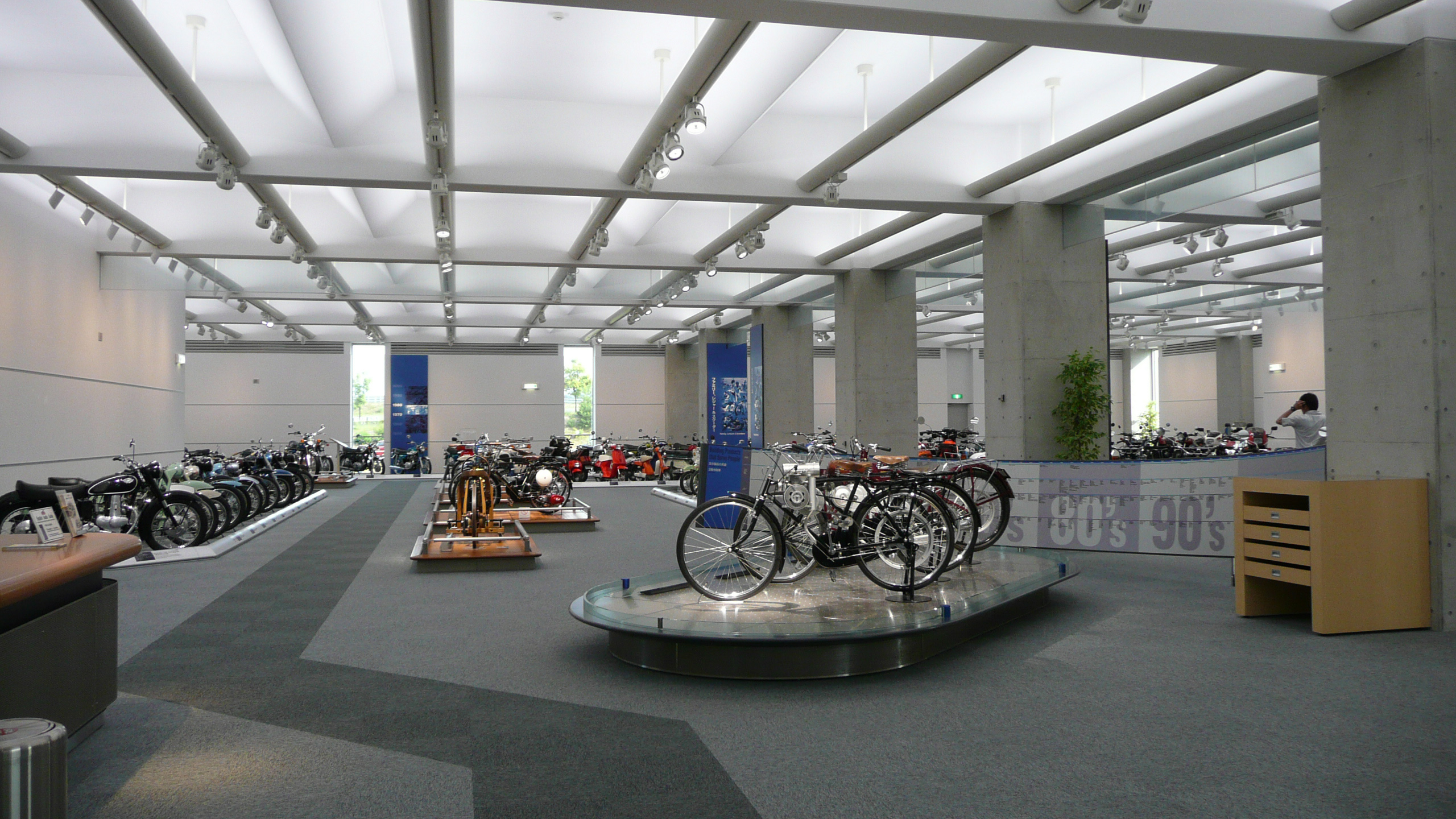
Motos (5)
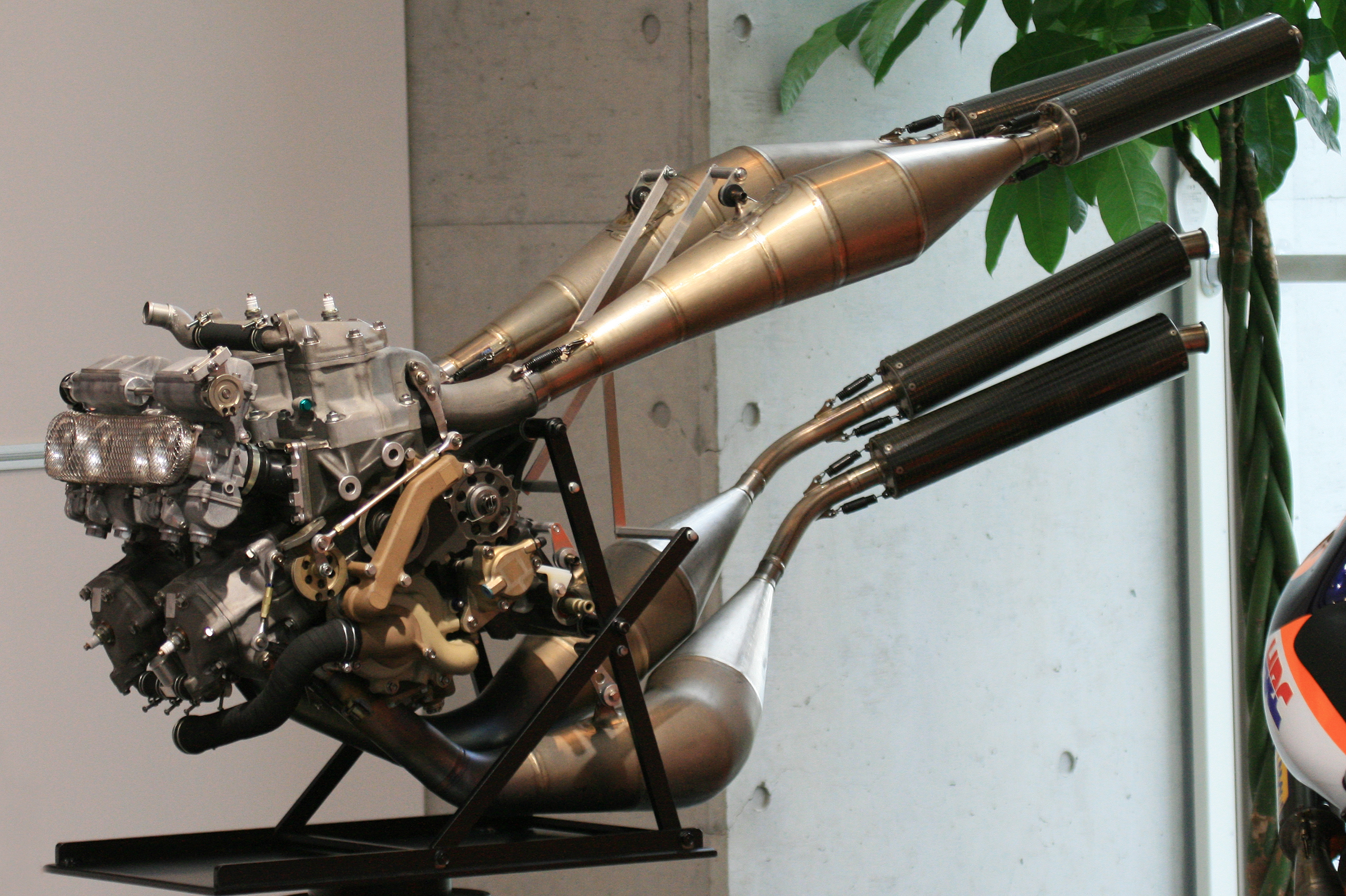
Motor NSR500
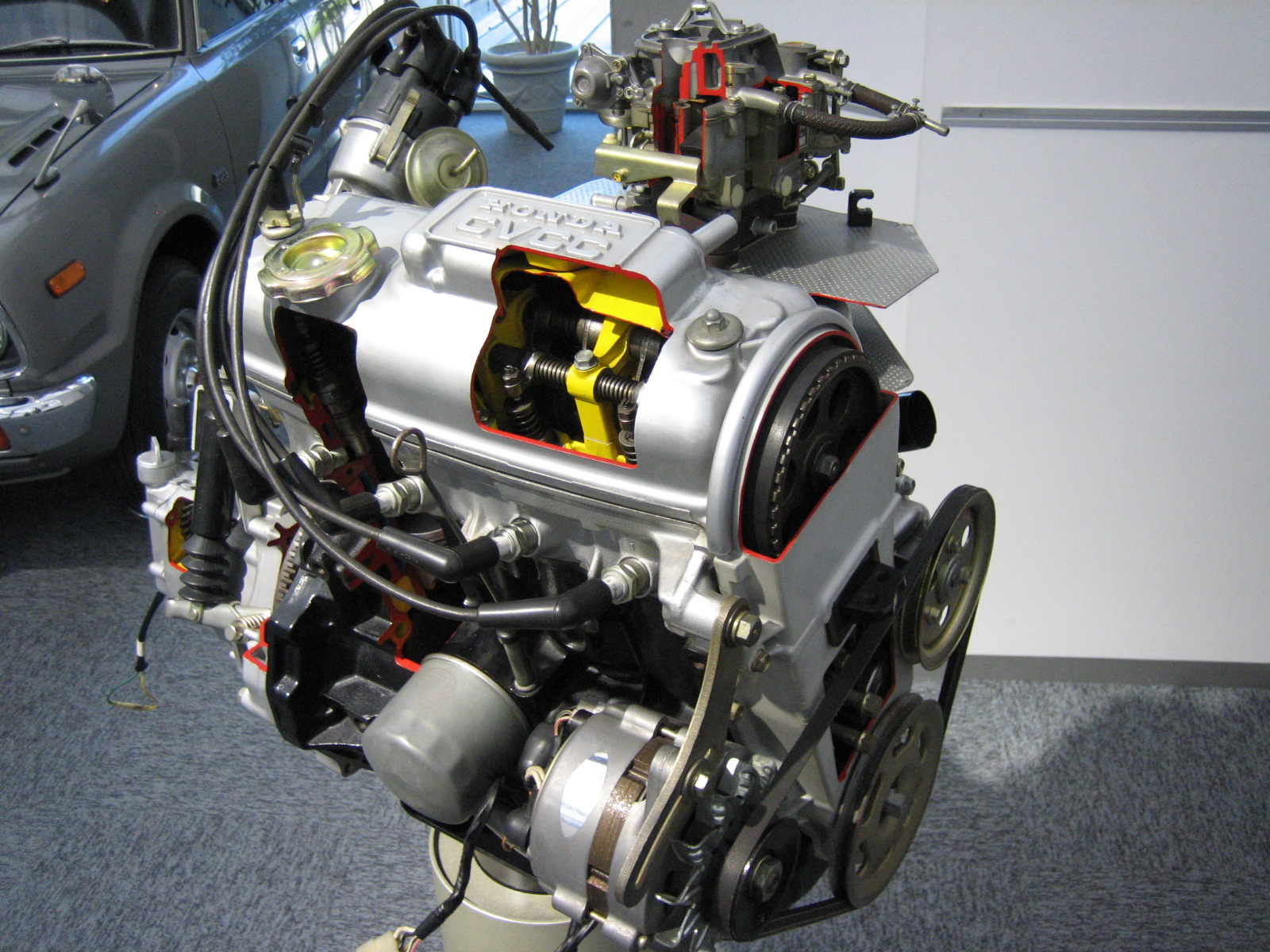
Motor CVCC
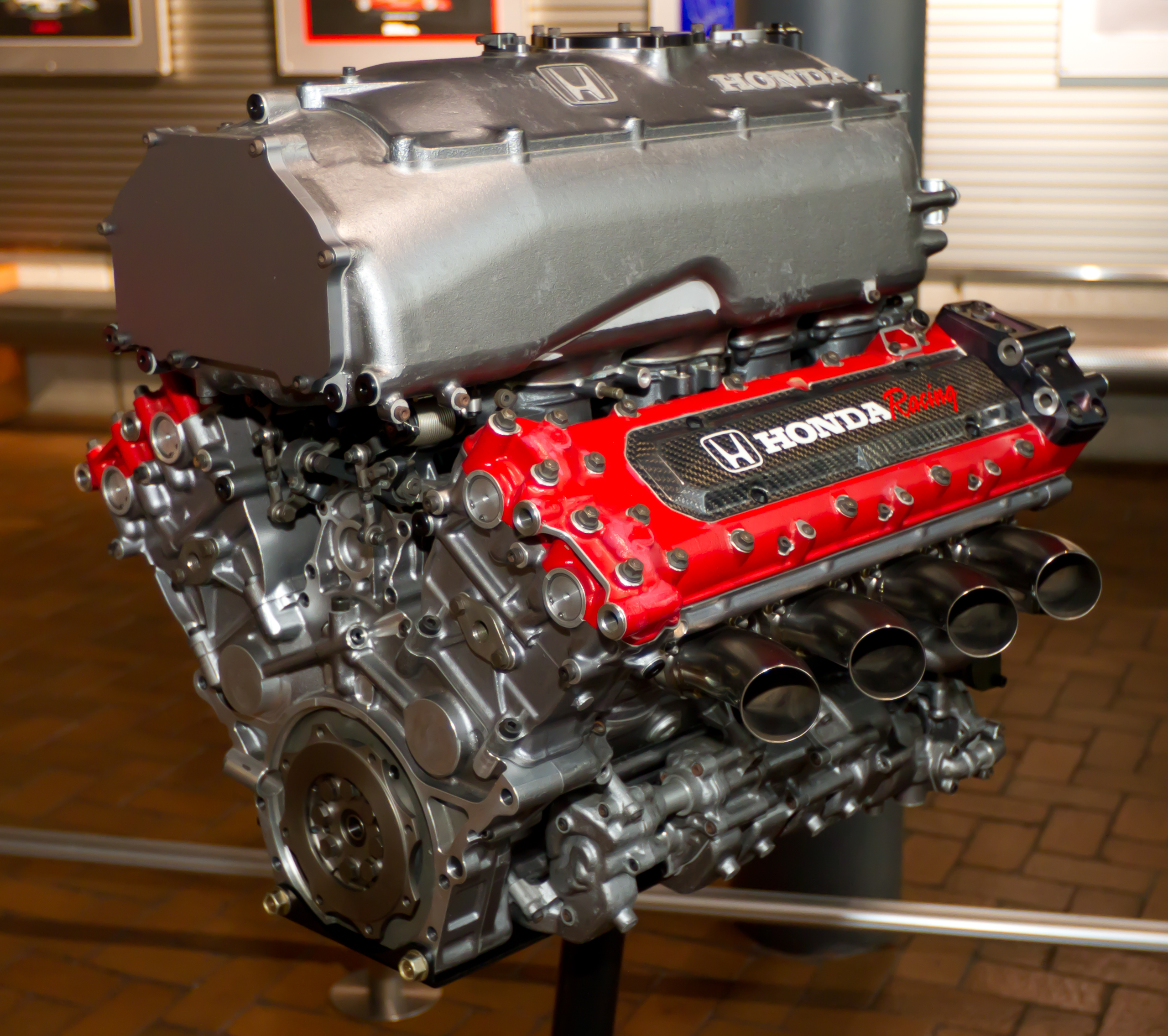
Motor HRR de F1 (V8)
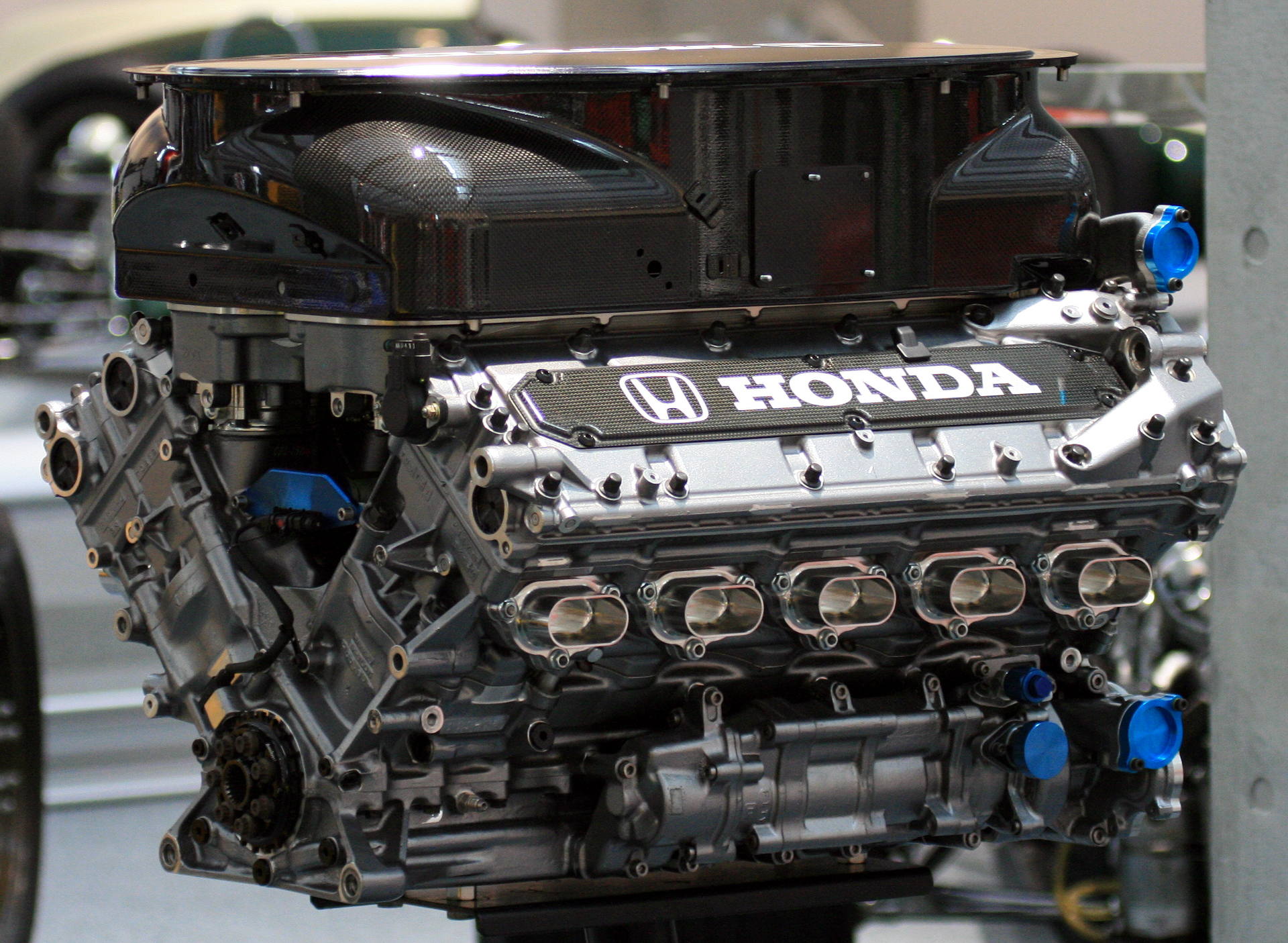
Motor RA000E (V10)
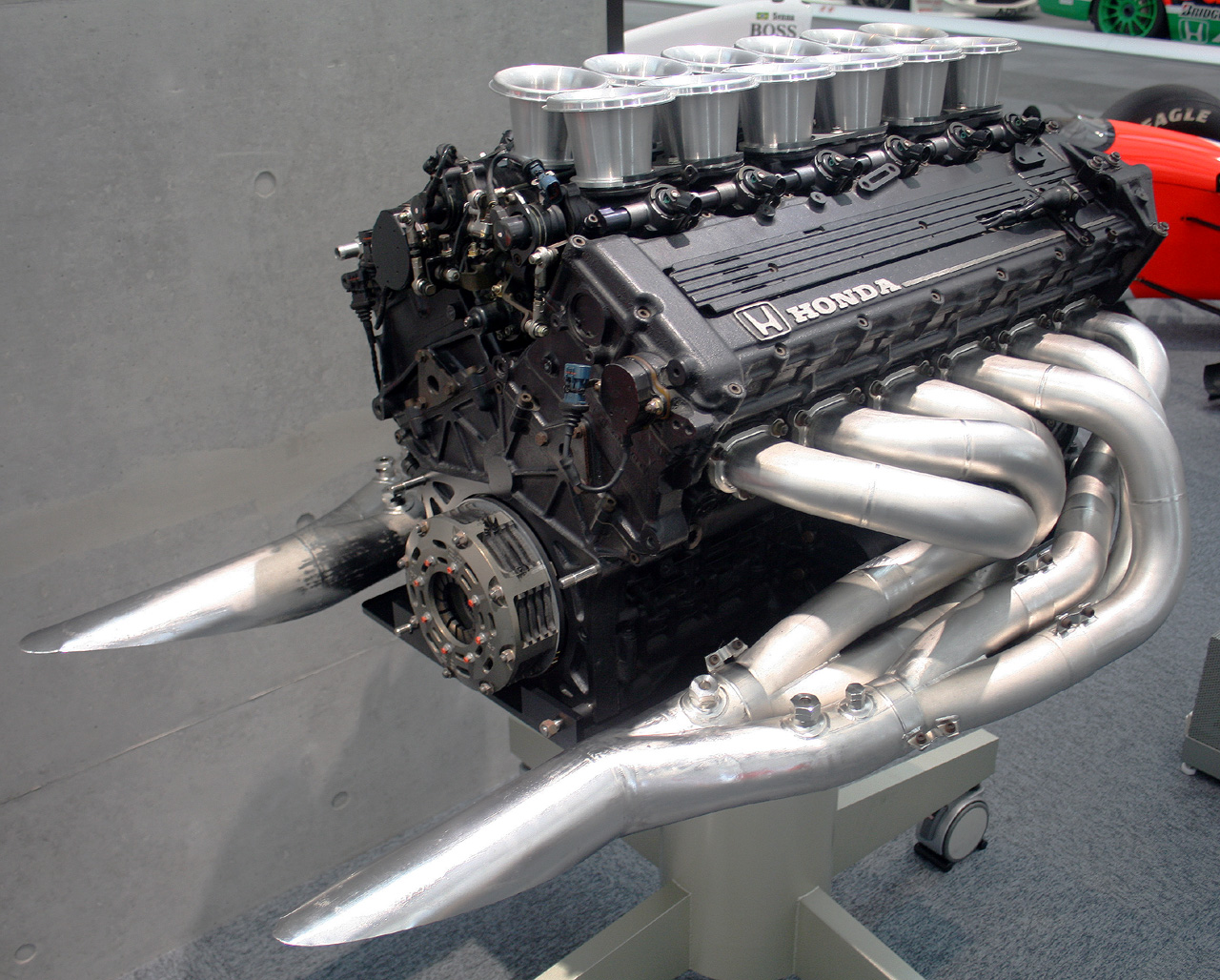
Motor RA121E (V12)
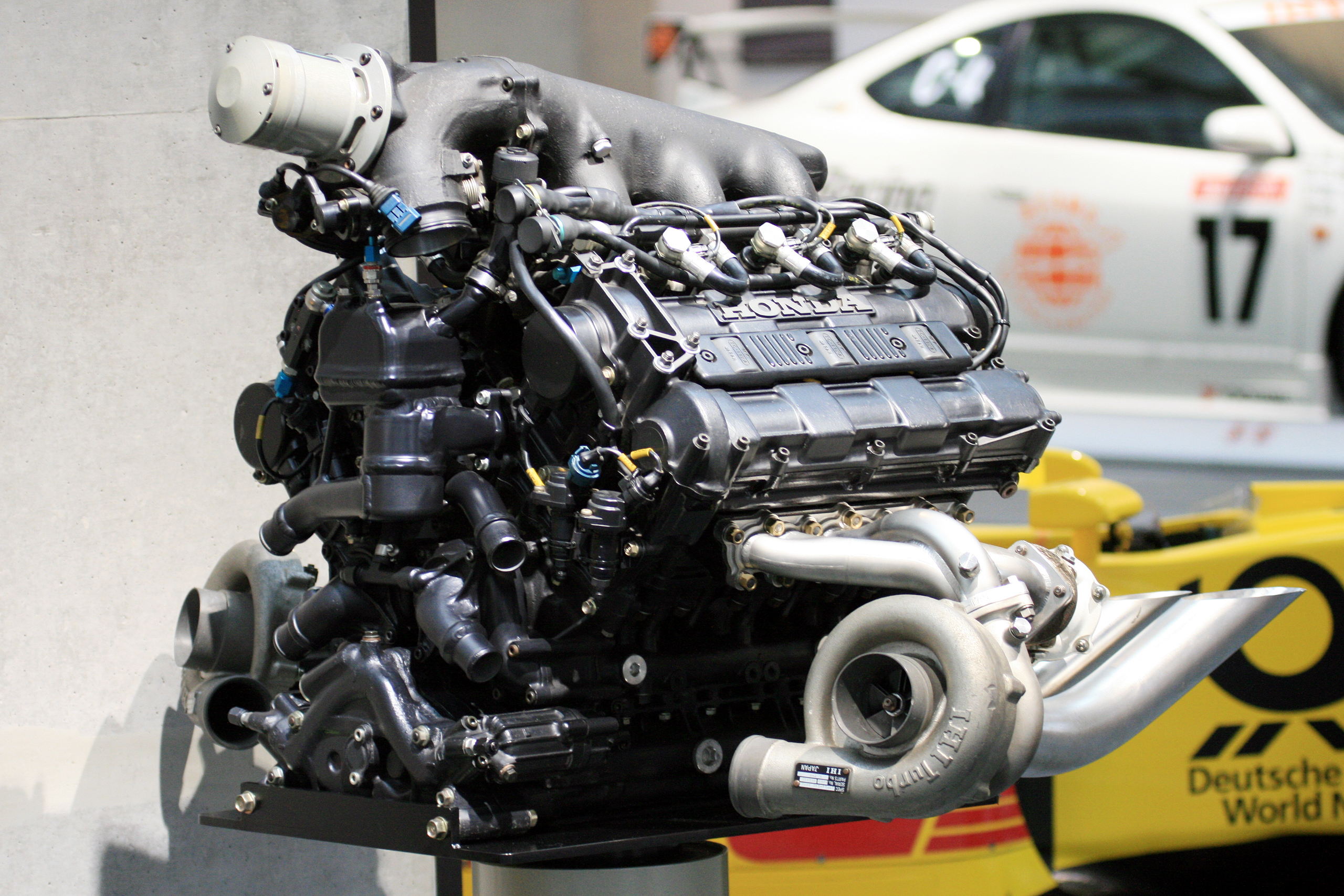
Motor RA168E (V6 Turbo)
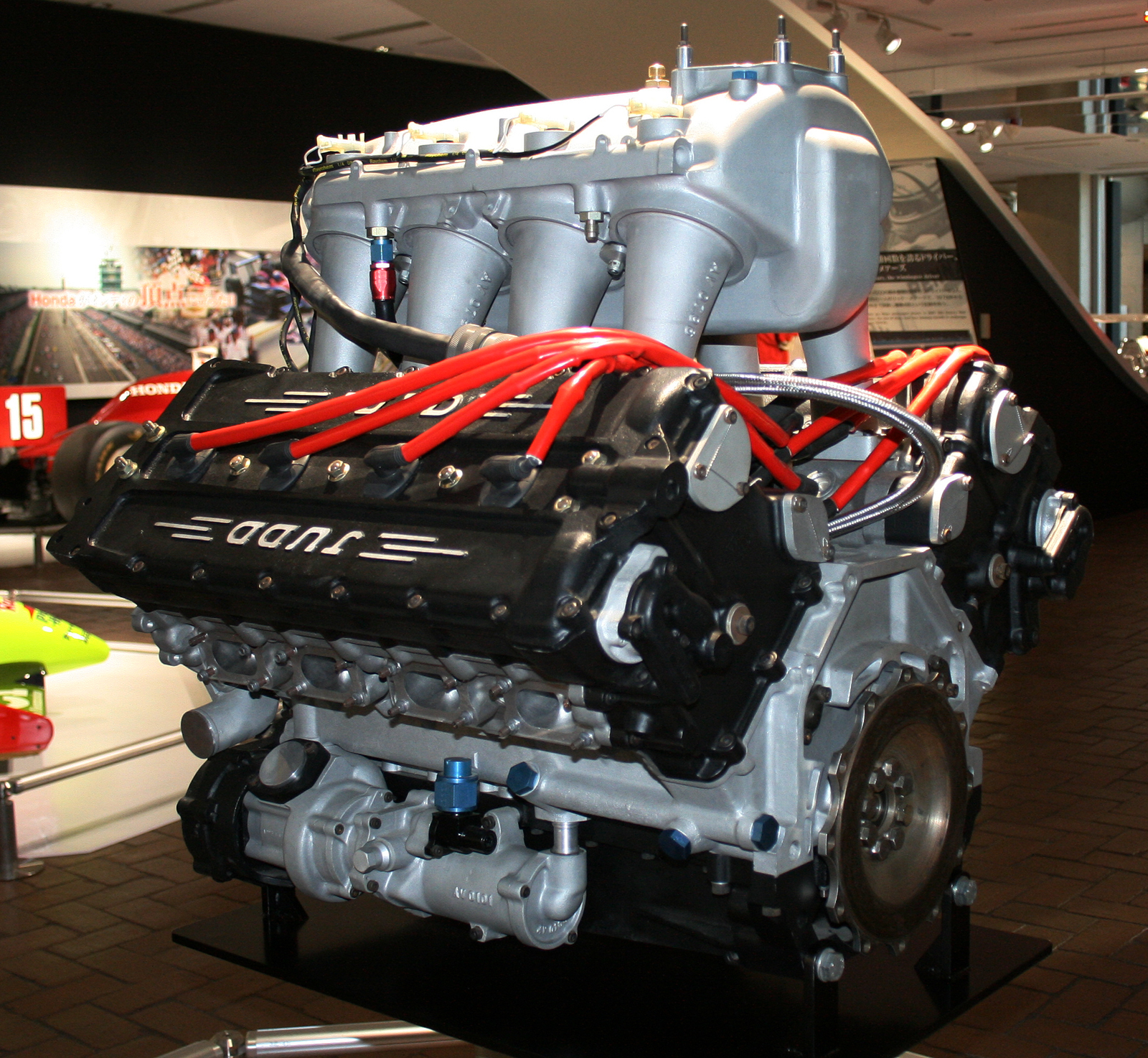
Motor Judd AV '89
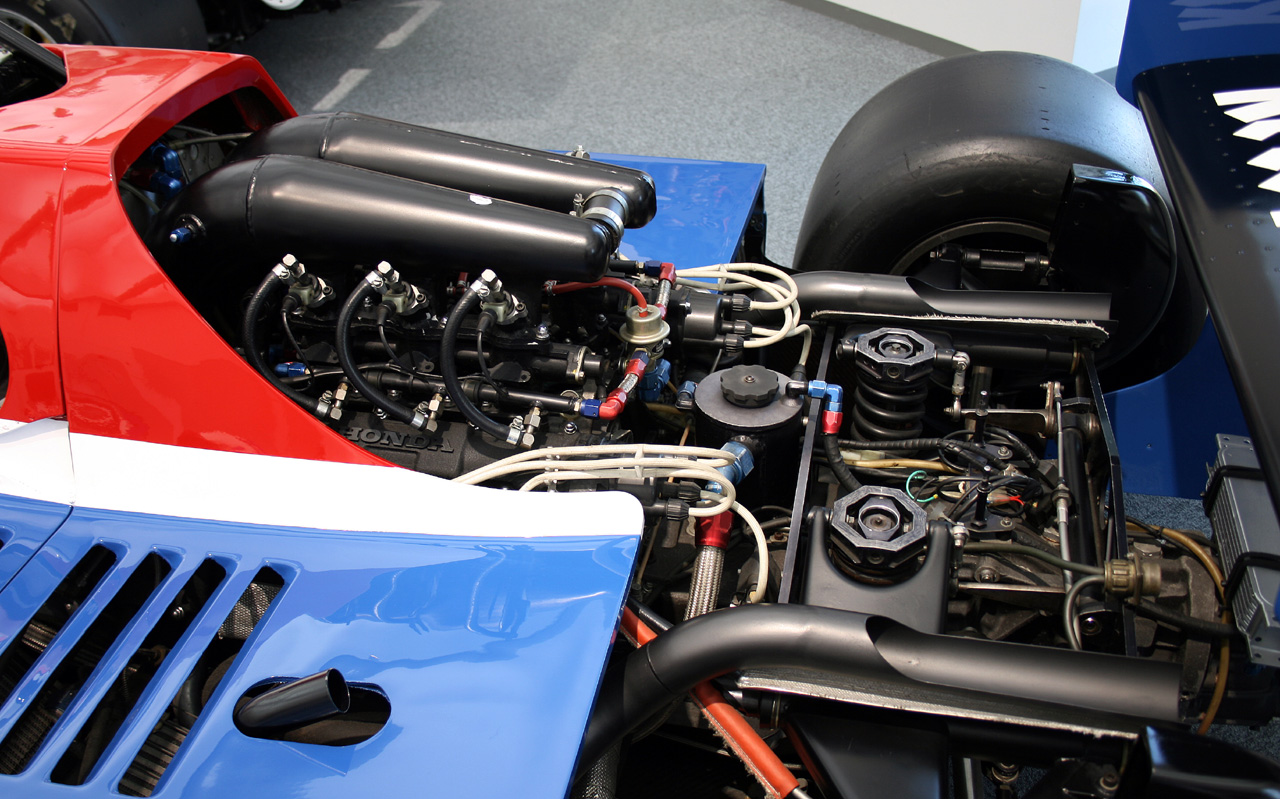
Motor RA163E
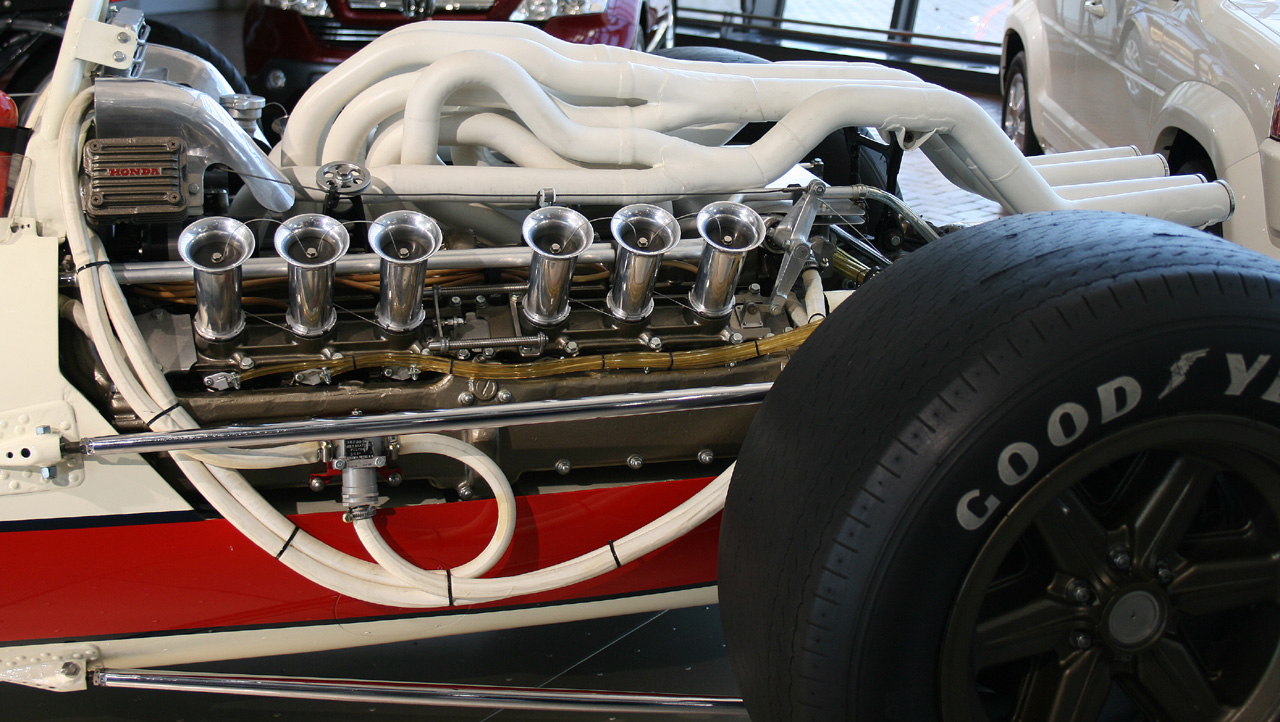
Motor RA273E
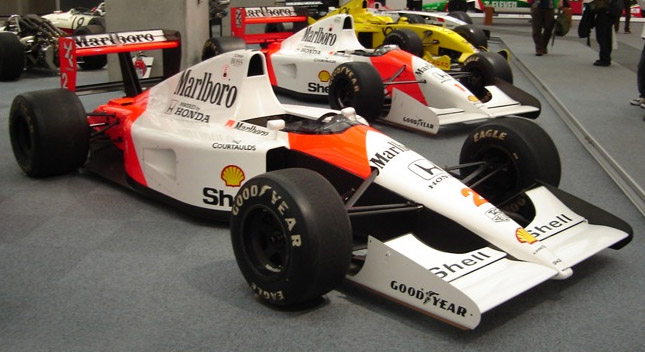
Mc Laren MP4
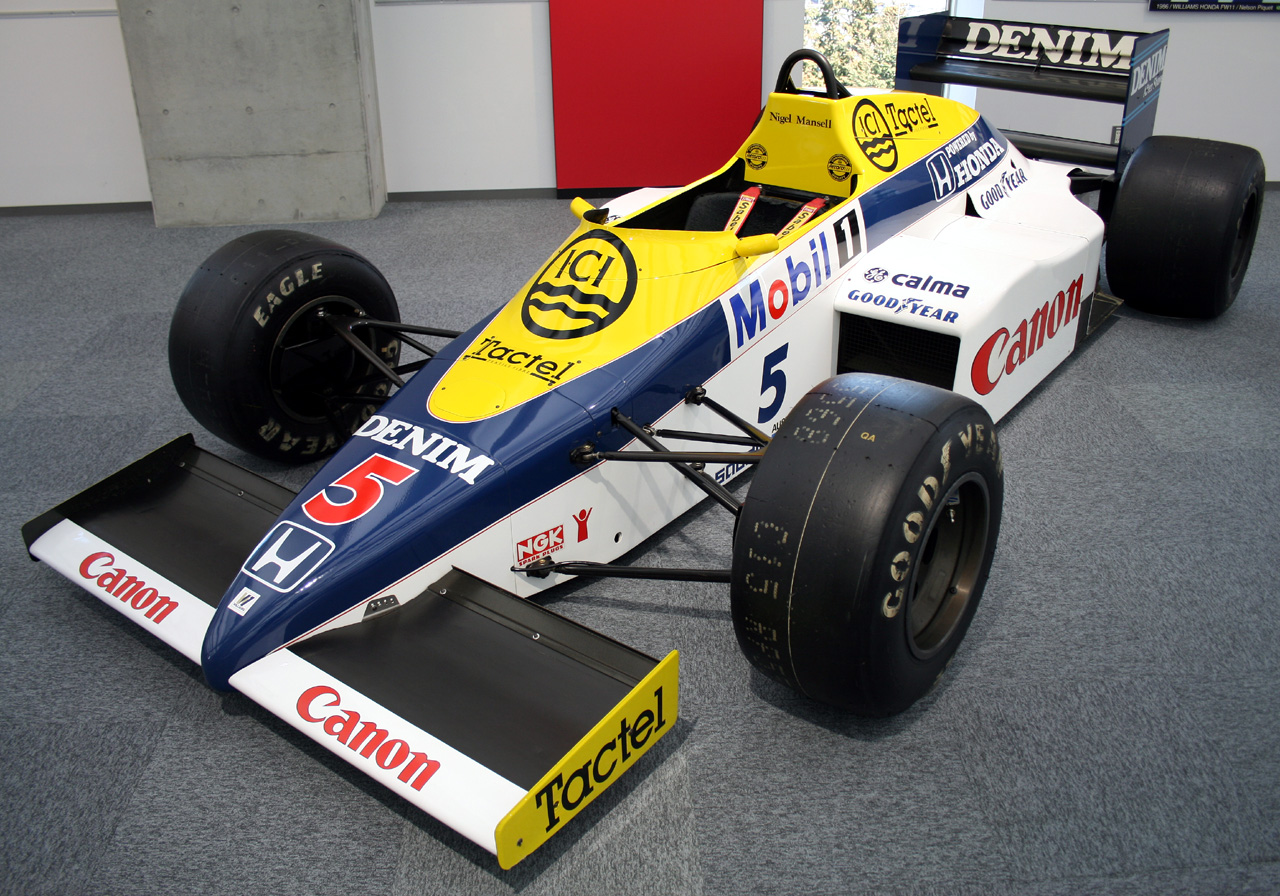
Williams FW10
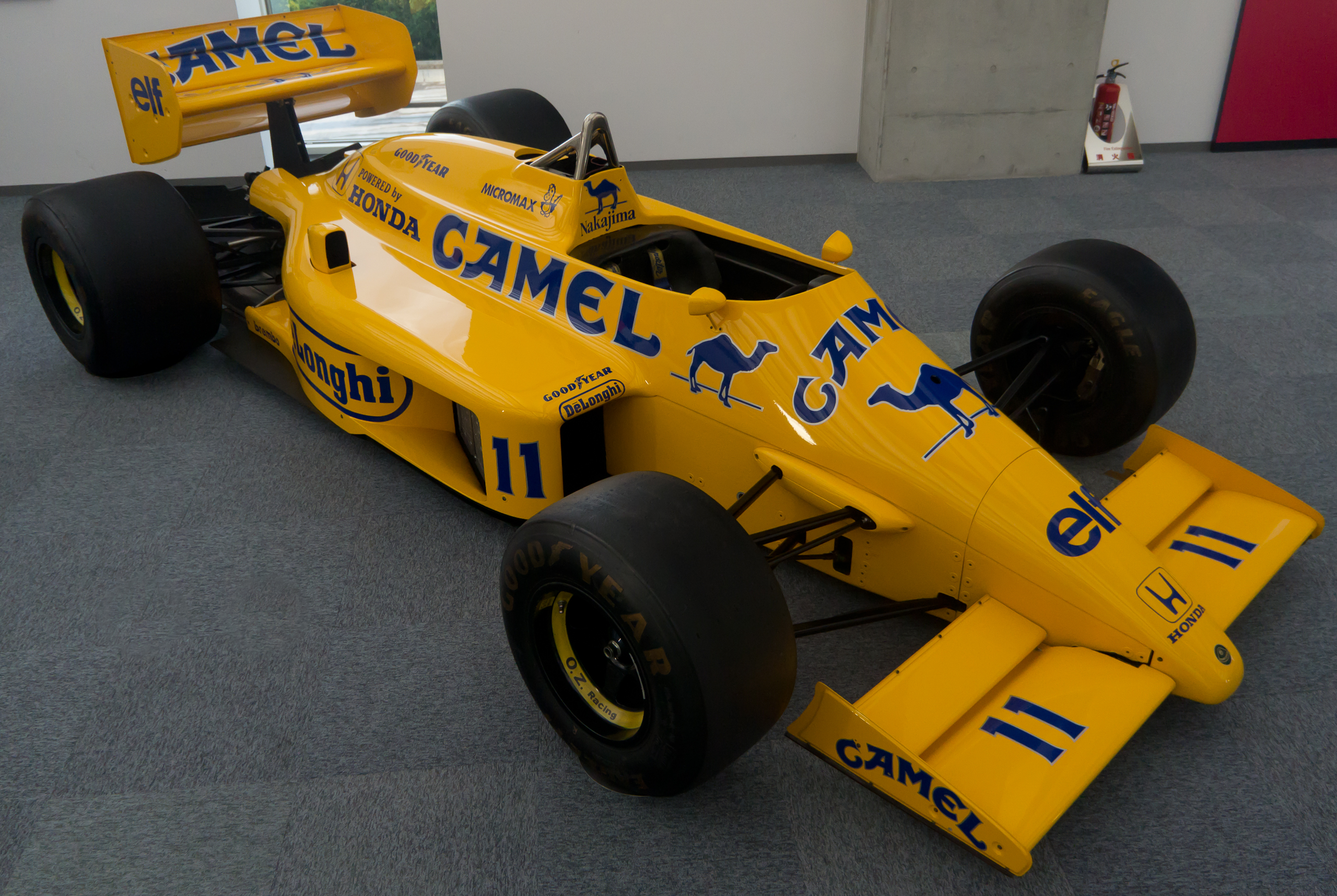
Lotus 99T
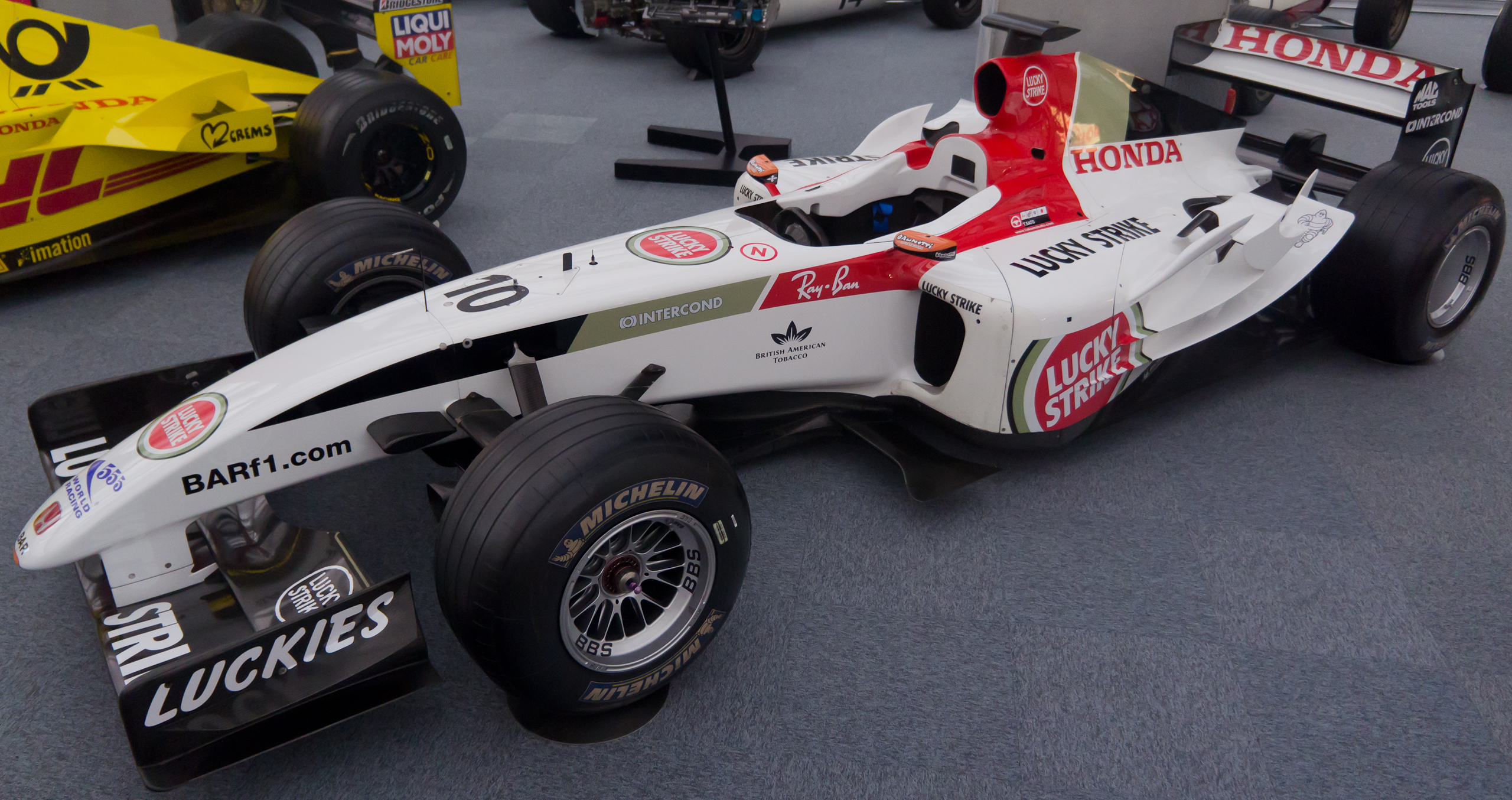
BAR-Honda 006
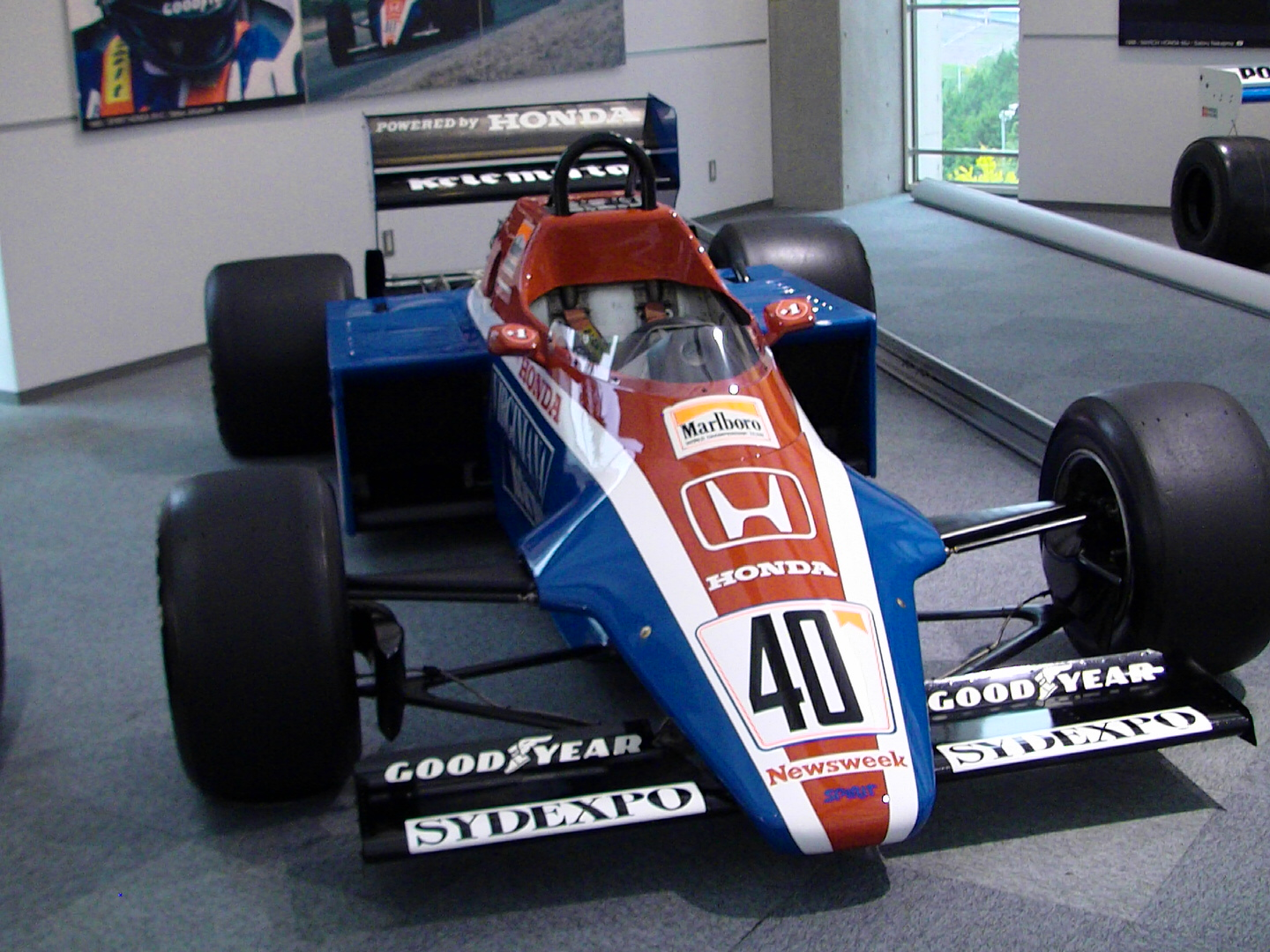
Spirit 201
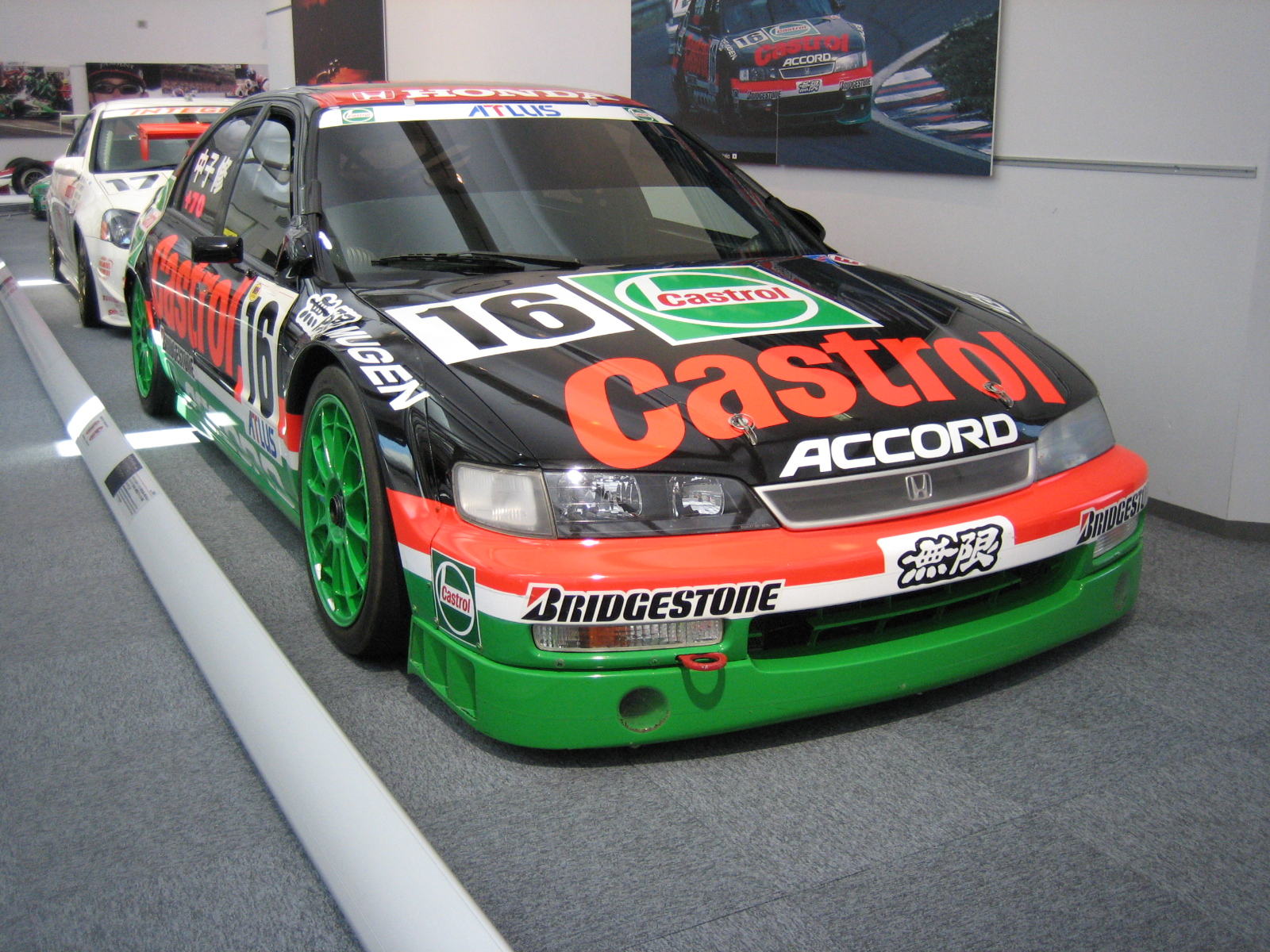
Honda Mugen Accord
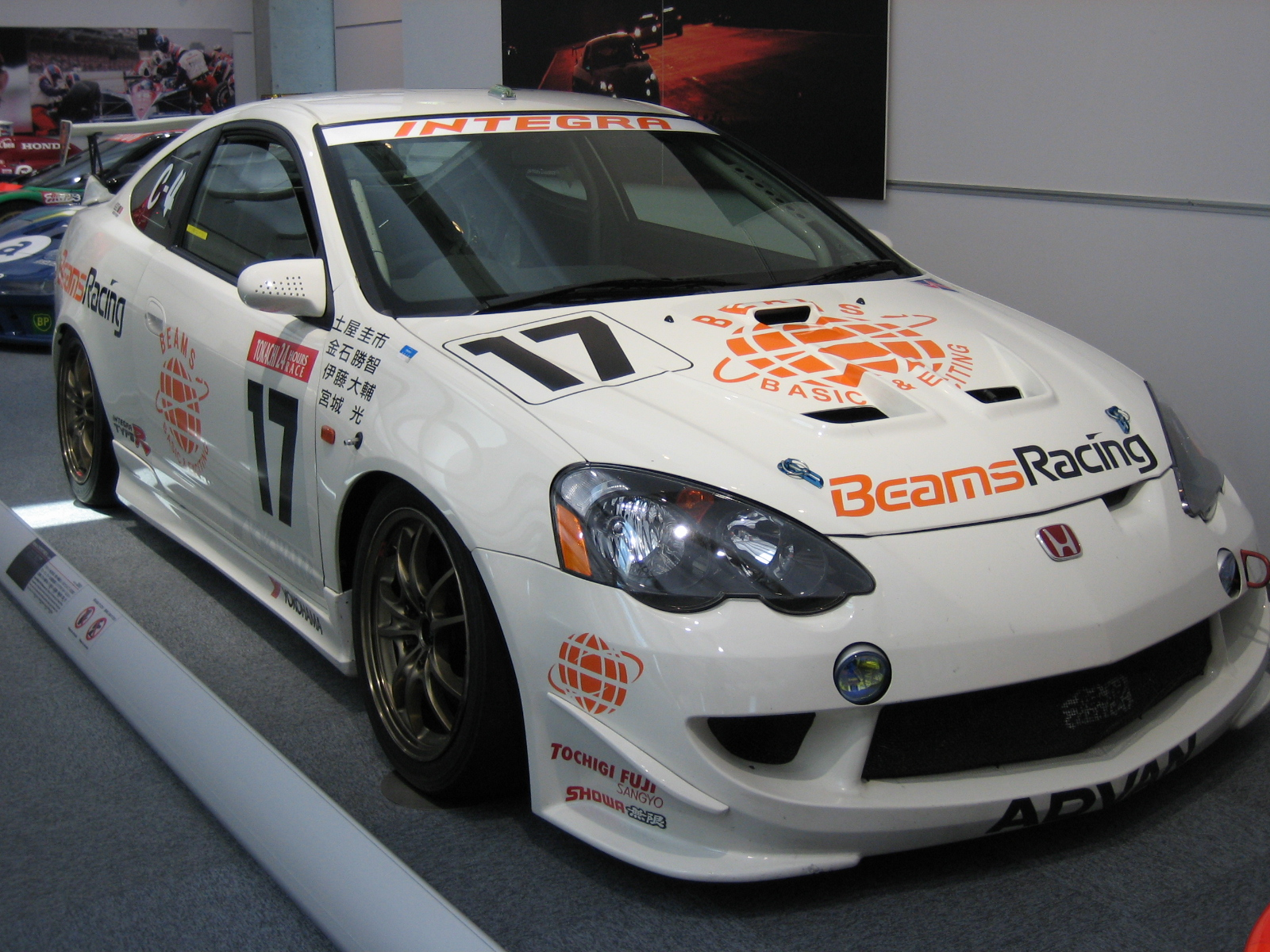
Honda Integra DC5
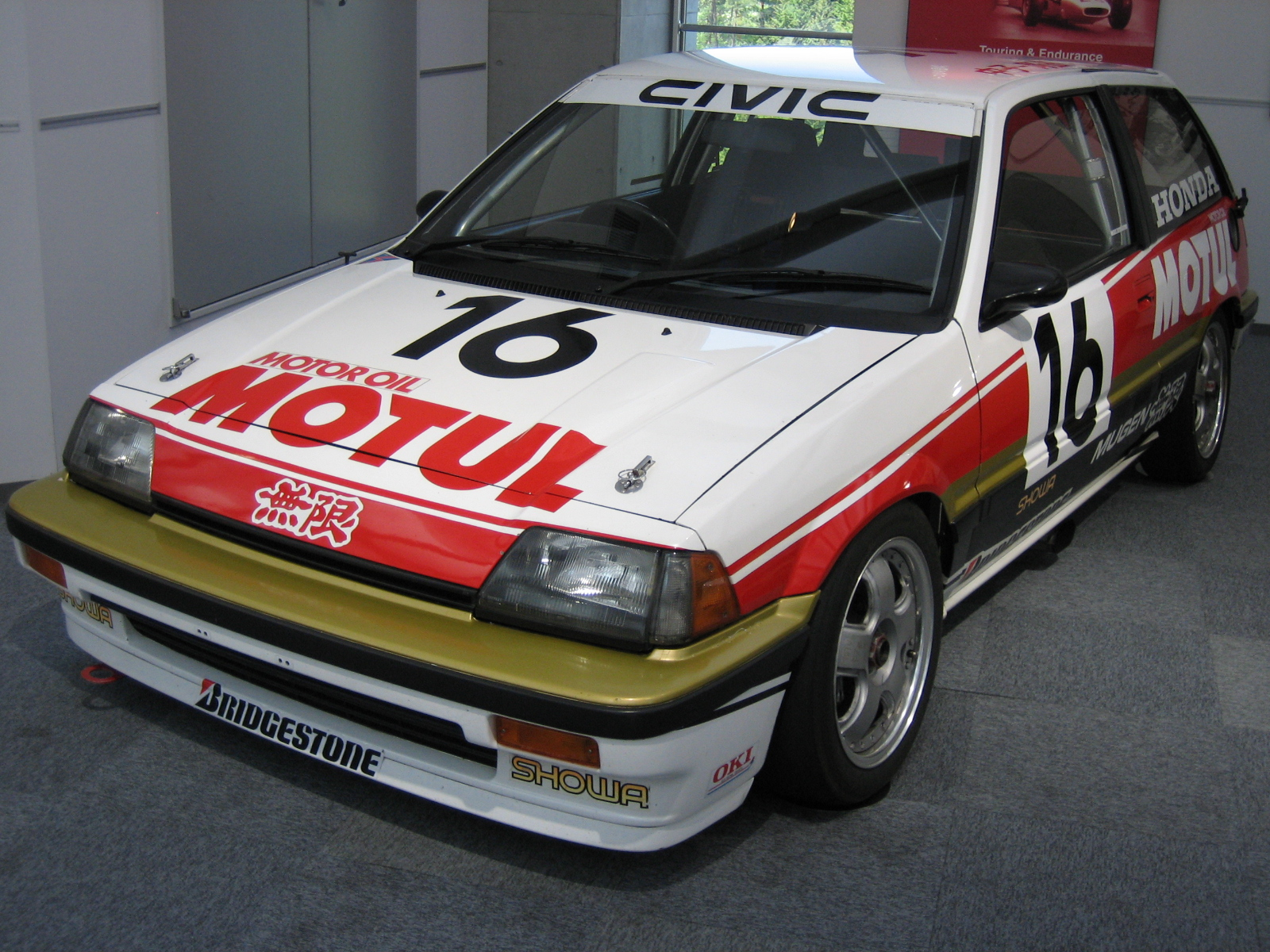
Honda Civic Mugen Motul Si
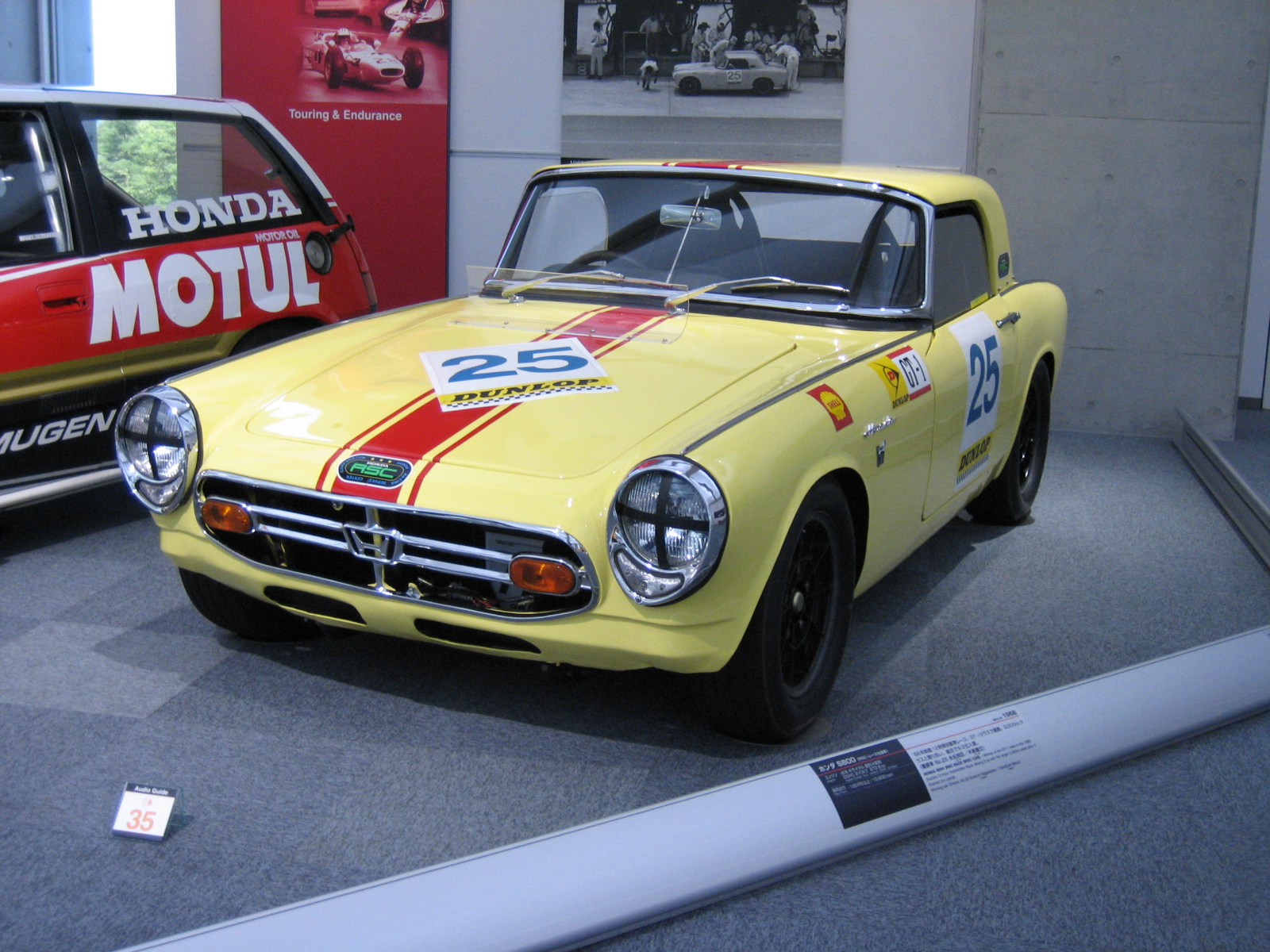
Honda S800 RSC race car
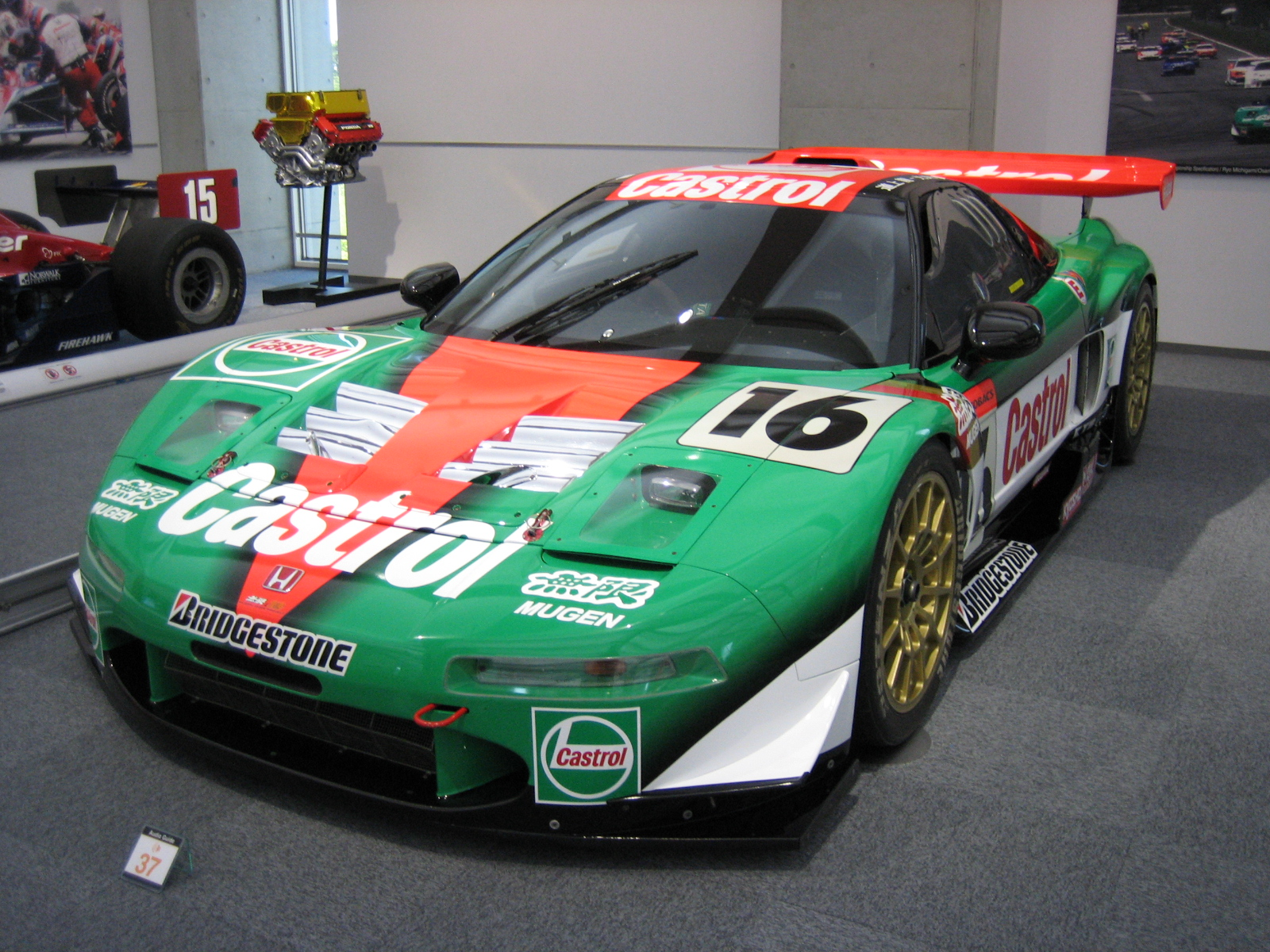
Honda NSX Mugen GT500
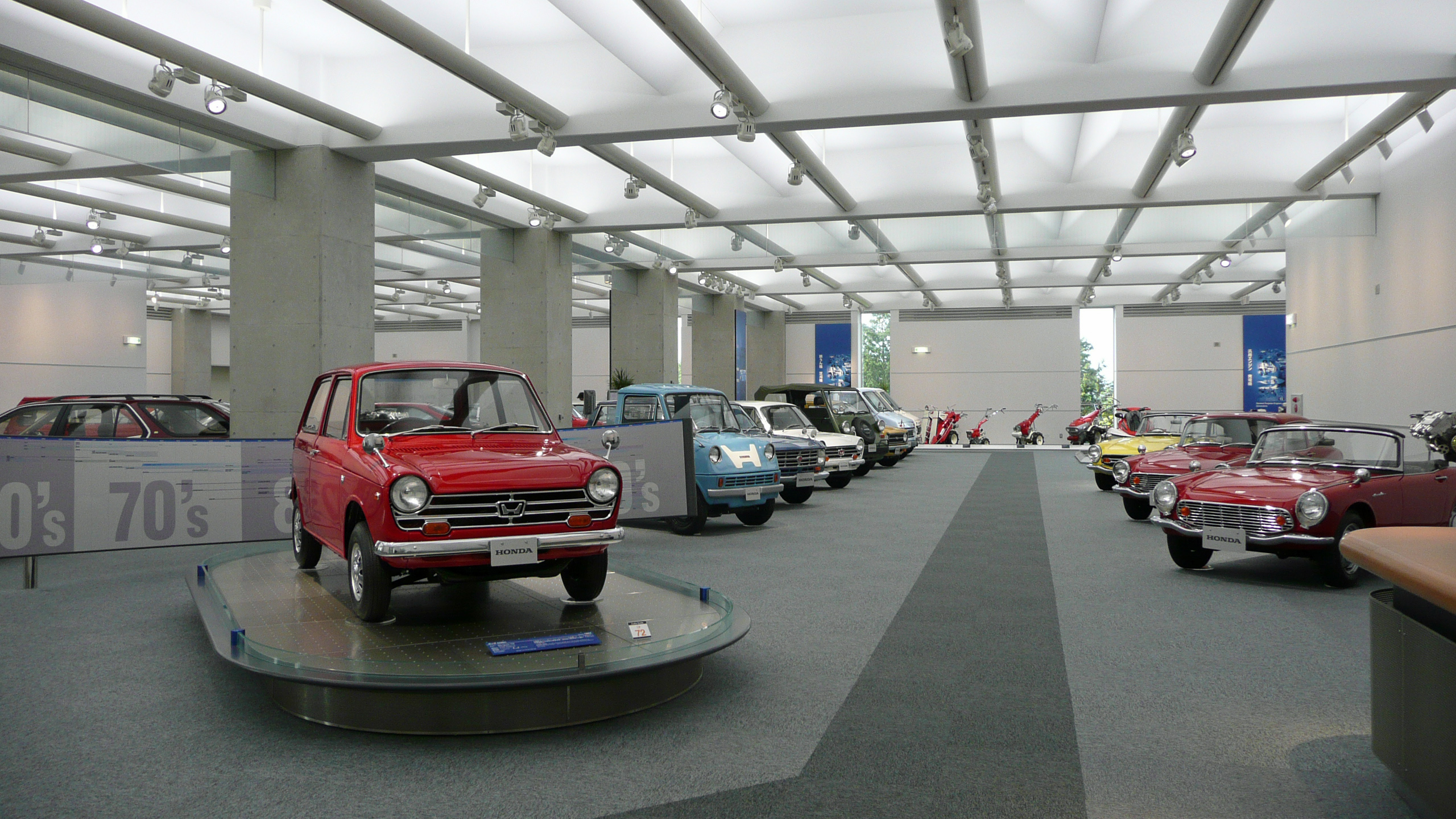
Vehículos de calle
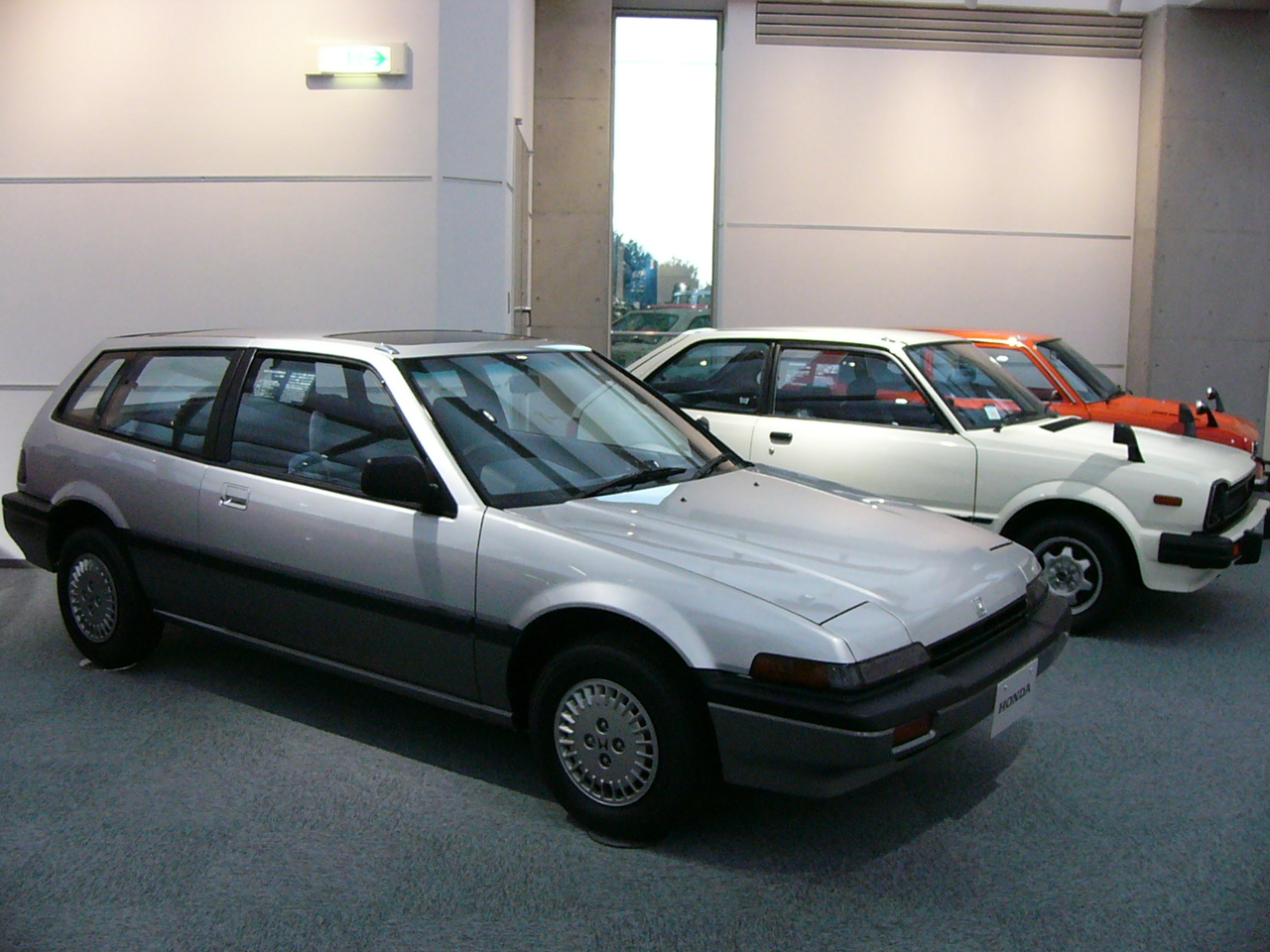
Honda Accord Aero Deck
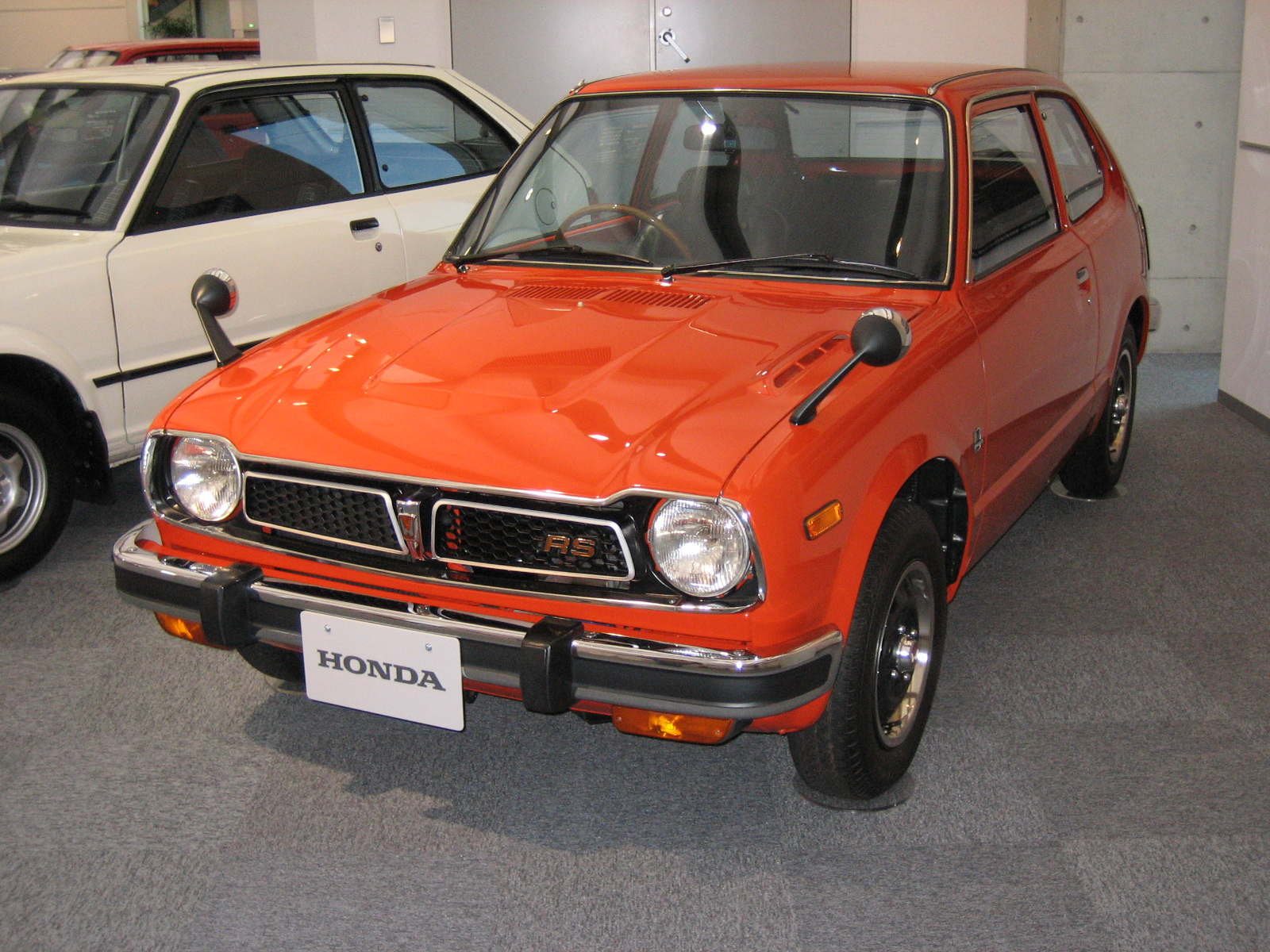
Honda Civic RS
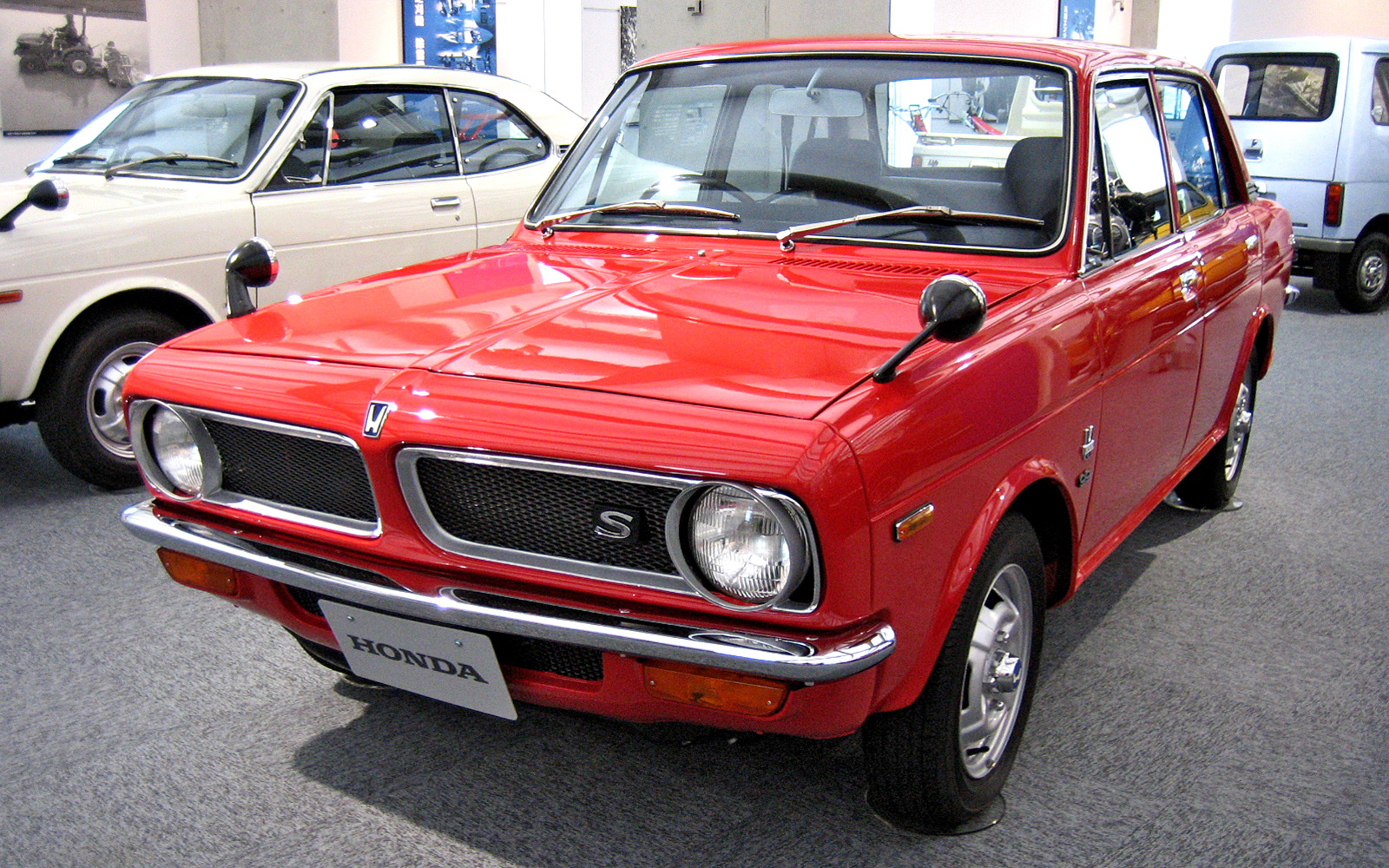
Honda 1300
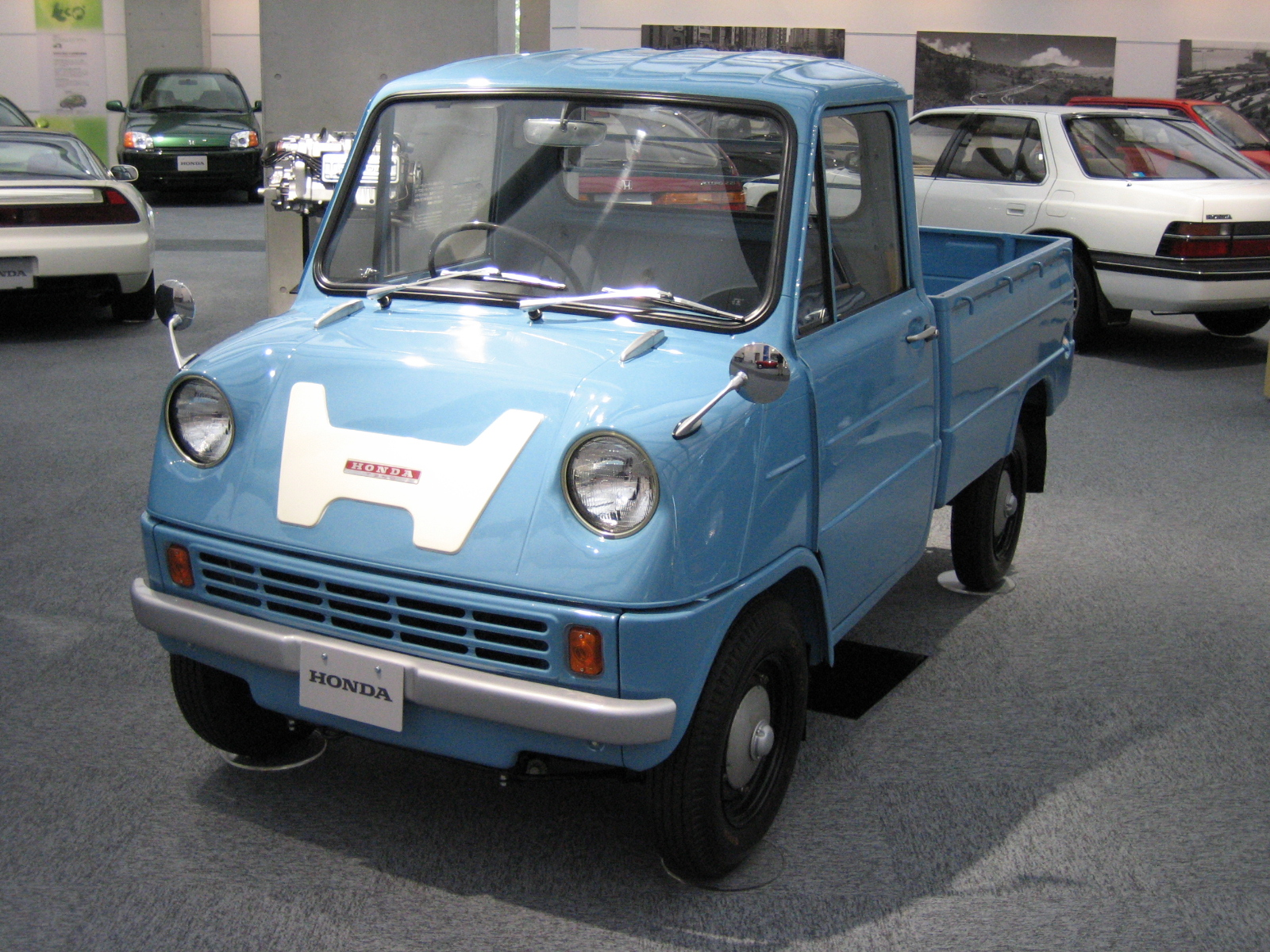
Honda T360
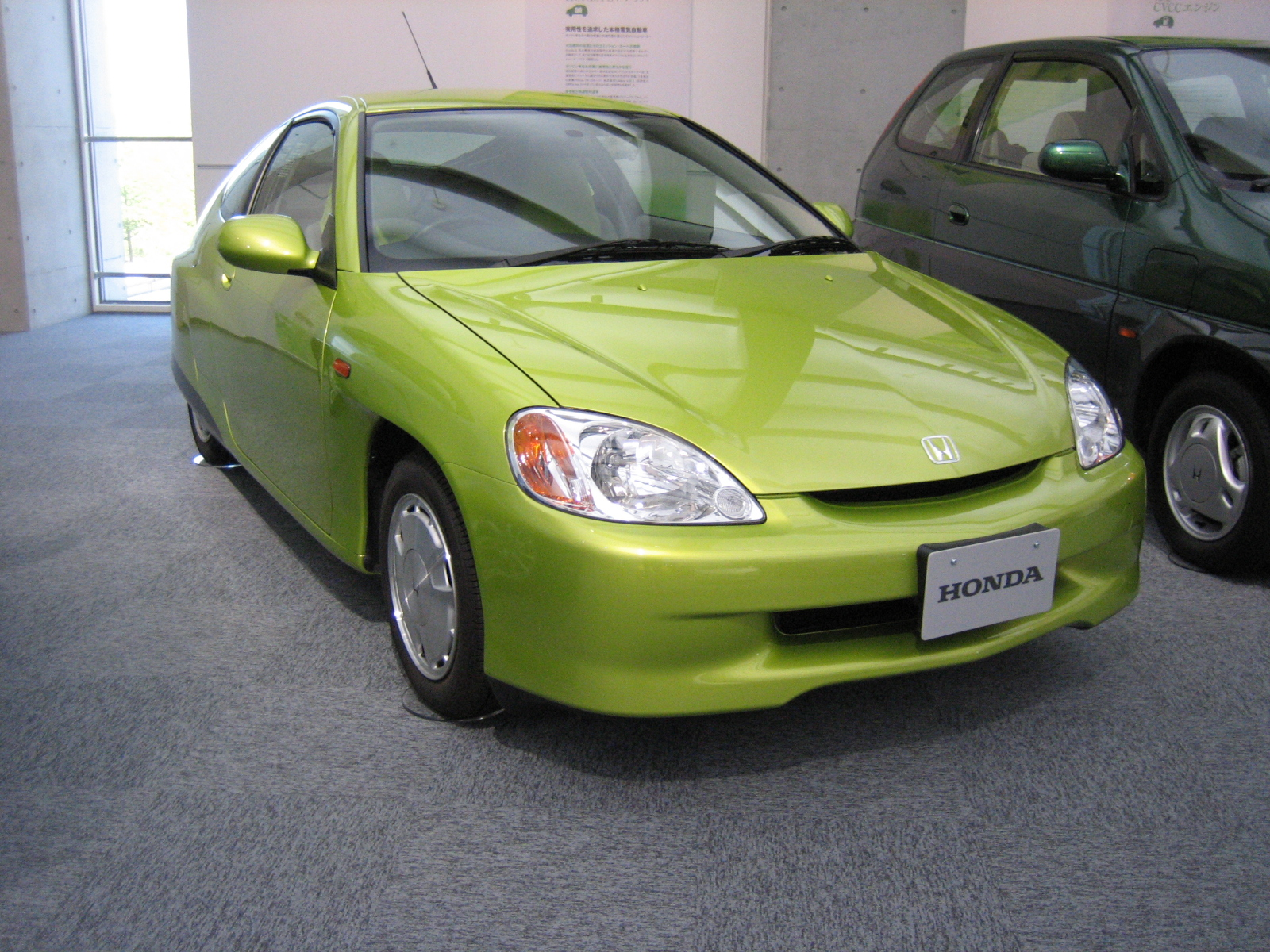
Honda Insight (primera generación)